# 1945
Cette page concerne l'année 1945 (MCMXLV en chiffres romains) du calendrier grégorien.   Pour les autres significations, voir 1945 (homonymie).
L'année 1945 est une année commune qui commence un lundi.

## En bref
- 27 janvier : Libération du camp de concentration d'Auschwitz
- 4 - 11 février : conférence de Yalta.
- 19 février : fin des massacres de Kremnička et Nemecká.
- 8 mai : capitulation de l’Allemagne nazie.
- mai-juin : massacres de Sétif, Guelma et Kherrata.
- mai-juillet : crise franco-britannique au Levant.
- 17 juillet-2 août : conférence de Potsdam.
- 6 et 9 août : bombardements atomiques d'Hiroshima et de Nagasaki.
- 2 septembre : capitulation du Japon.
- 24 octobre : entrée en vigueur de la Charte de San Francisco, fondant l'Organisation des Nations unies (ONU).
- 20 novembre : ouverture du procès de Nuremberg.
- 3 décembre : le coût de l’armement qui a été utilisé pendant la Seconde Guerre mondiale est rendu public, soit plus de 1 000 milliards de dollars US.

## Relations internationales
- 25 avril : ouverture à San Francisco de la conférence des Nations unies chargée d’élaborer la charte de la nouvelle organisation internationale adoptée par les 50 États fondateurs le 26 juin[1]. La Charte des Nations unies marque la naissance de l’ONU, qui remplace la SDN. Elle établit ses quartiers généraux à New York.
- 13 octobre : création de l’UNESCO (Organisation des Nations unies pour l’éducation, la science et la culture) par 44 pays.
- 16 octobre : fondation à Québec de la FAO (Food and Agricultural Organisation) par l’ONU, son siège est établi à Rome en 1951.
- 24 octobre : entrée en vigueur de la Charte des Nations unies (fondation de l’ONU)[1] avec la ratification par la Chine, les États-Unis, la France, le Royaume-Uni, l’URSS et par la majorité des autres pays signataires. Le 24 octobre de chaque année est célébrée la Journée des Nations unies.
- 16 novembre : création de l’Organisation des Nations unies pour l’éducation, la science et la culture (UNESCO).
- 27 décembre : fondation de la Banque mondiale par 28 nations.

## Événements

### Afrique
- Janvier :
  - émeutes dans plusieurs villes de l’Ouganda contre les bas salaires et l’augmentation du coût de la vie[2].
  - parution de la Voix du Congolais. La revue paraît régulièrement de 1945 à 1959 sous l’autorité de son rédacteur en chef Antoine-Roger Bolamba[3].
- 6 mars : publication de la constitution Richards au Nigeria[4].
- 8 - 13 mai, Algérie française : massacre de Sétif, Guelma et Kherrata. Émeutes nationalistes dans l’Oranais à l’occasion de la célébration de la capitulation nazie[4]. La répression menée par les autorités françaises provoque plusieurs milliers de morts.
- Juin, Algérie : une sécheresse inhabituelle aggravée par une invasion de sauterelles cause la crise du blé. La métropole organise une aide humanitaire envers les départements français d’Algérie[5].
- 22 juin - 4 août : campagne de protestations et grève générale au Nigeria orchestrée par Nnamdi Azikiwe[6].
- 31 août : communiqué final de la conférence de Paris sur Tanger qui exige l'évacuation par l'Espagne de la zone de Tanger et établit un régime provisoire[7].
- 2 septembre : Colonial Development and Welfare Act[4].
- 5 septembre : l’Association des colons du Cameroun (Ascocam), constituée le 15 avril à Yaoundé, réunit à Douala des états généraux de la colonisation. Ils réaffirment l’attachement des colons aux formes les plus rétrogrades de la colonisation en opposition avec les décisions de la Conférence de Brazzaville[8].
- 24 - 26 septembre : grèves à Douala. Des émeutes nationalistes éclatent dans la partie française du Cameroun et sont réprimées dans le sang[8].

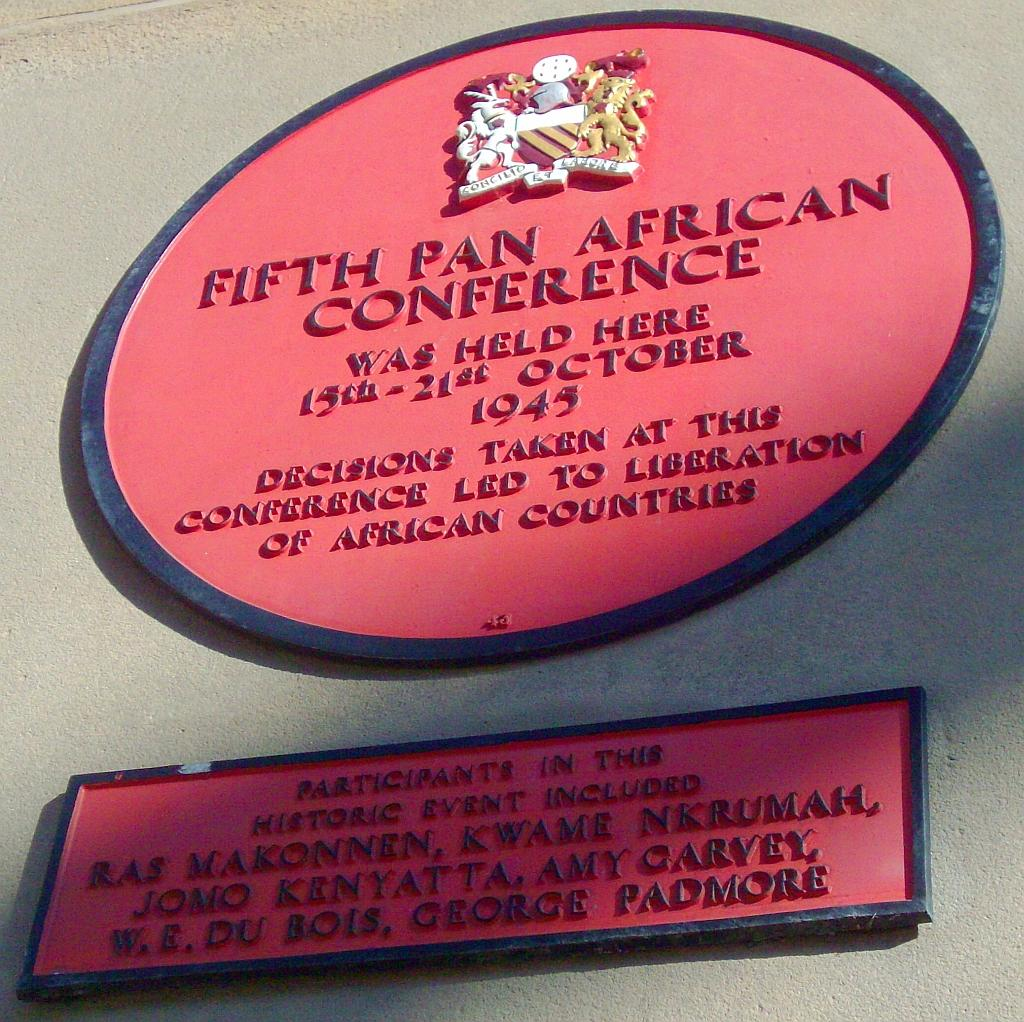
Plaque commémorative du Ve Congrès panafricain de Manchester.

- 15 - 21 octobre : le Ve Congrès panafricain de Manchester proclame la « détermination des Africains à être libres »[9]. Kwame Nkrumah crée un Secrétariat National Ouest-Africain, activement soutenu par la WASU (West Africa Students Union) pour en appliquer concrètement les résolutions. Ce mouvement promeut l’idée d’une Fédération ouest-africaine, premier échelon vers la réalisation d’États-Unis d’Afrique.
- 20 octobre : grève des employés africains des chemins de fer de Bulawayo en Rhodésie[10].
- 22 octobre : mot d’ordre de grève générale au Congo belge sur la question des pensions coloniales[11].
- 5-7 novembre : émeutes anti-juives à Tripoli[12].
- 20 décembre : création du franc CFA (Colonie française d’Afrique), avec une parité de 1 franc CFA pour 1,70 franc métropolitain, puis à partir du 17 octobre 1948, de 100 francs CFA pour 200 francs français[13].
- Décembre — janvier 1946 : agitation parmi le personnel africain du chemin de fer des Grands Lacs à Kindu, Kongolo, Albertville[14].
- Premiers Africains au Conseil législatif à Zanzibar, au Tanganyika et en Ouganda[15].

### Amérique
- 21 février-8 mars : conférence panaméricaine extraordinaire de Chapultepec, près de Mexico, réunissant 21 États du continent américain, qui vont tenter d’établir un traité sur la solidarité interaméricaine. La déclaration finale de la conférence proclame le principe de l’égalité des droits pour tous les hommes « quelles que soient leur race ou leur religion ». L’acte de Chapultepec recommande l’élaboration d’un traité d’assistance réciproque. Il est décidé que les pays qui n’ont pas encore déclaré la guerre aux forces de l’Axe le feraient afin de pouvoir adhérer aux Nations unies et ainsi de constituer un groupe américain puissant[16]. Entrée en guerre du Paraguay, de l’Uruguay, de l’Équateur (2 février), du Venezuela, du Chili et du Pérou (12 février). L’Argentine entre en guerre le 27 mars, un mois et trois jours avant le suicide d’Hitler[17].
- 11 mars : José Figueres Ferrer forme le parti social-démocrate au Costa Rica qui multiplie les critiques sur la corruption du régime[18] (Acción Demócrata, qui devient le Parti Libération nationale en 1951).
- 15 mars : après plus d’un siècle de dictatures militaires, un réformiste, Juan José Arévalo, élu à la présidence en décembre 1944, prend le pouvoir au Guatemala (fin en 1951). Le même jour est promulguée une nouvelle Constitution démocratique, inspirée de celle du Mexique[19]. Un nouveau code du travail est mis en place (journée de huit heures, salaire minimum, droit de grève et de syndicalisation). Un institut de sécurité sociale est créé et une campagne contre l’analphabétisme est lancée.
- 12 avril : décès du président Franklin Delano Roosevelt. Le vice-président Harry S. Truman (Parti démocrate) lui succède à la présidence des États-Unis (jusqu’en 1953)[20].
- 28 juillet : démocratie au Pérou. José Luis Bustamante prend ses fonctions de président, à l’occasion d’une élection exceptionnellement honnête[21]. L’Alliance populaire révolutionnaire américaine, le grand parti d’opposition de Haya de la Torre, qui n’a pas été autorisé à y participer, s’allie avec Bustamante. S’ouvre une période de réformisme de trois ans.
- 31 juillet : démission du président colombien Alfonso López Pumarejo qui pense promouvoir un accord avec l’opposition[22]. En 1946 le pays entre dans une période d’extrême violence.

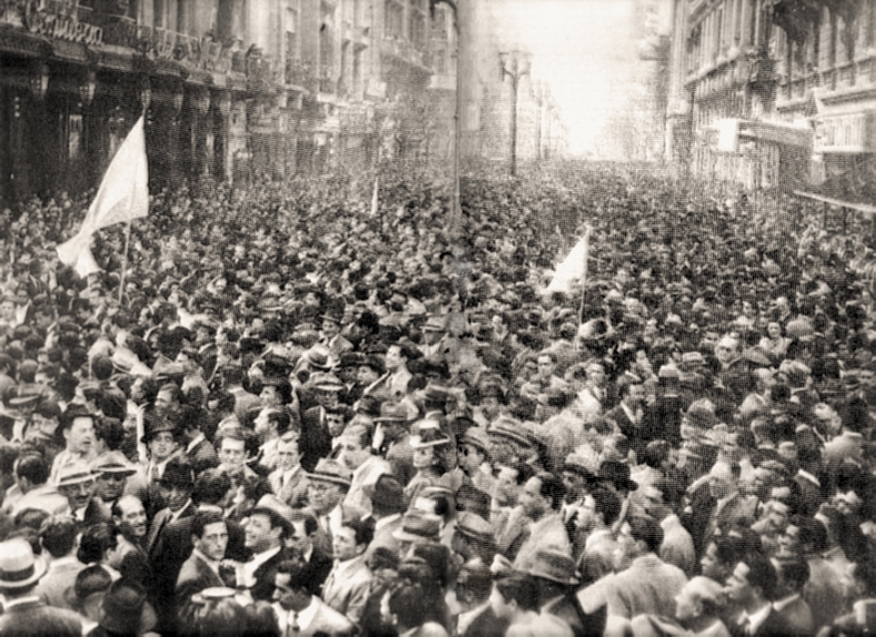
19 septembre : marche pour la Constitution et la Liberté, manifestation antipéroniste qui réunit plus de 200000 personnes à Buenos Aires, en Argentine.

- 9 octobre, Argentine : le vice-président Juan Perón est relevé de ses fonctions par une fraction de l’armée qui lui est hostile[23].

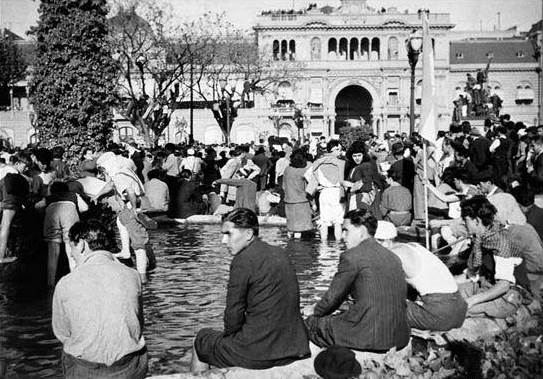
17 octobre : place de Mai à Buenos Aires

- 17 octobre, Argentine : une immense foule d’ouvriers et de laissés-pour-compte envahit la place de Mai de Buenos Aires pour réclamer la réintégration de Juan Perón au gouvernement[23].
- 18 octobre : au Venezuela, un coup d’État appuyé par le parti social-démocrate AD (Acción Democrática) destitue Isaías Medina Angarita[24]. Le leader de la junte, Rómulo Betancourt, élu président, établit la démocratie (trieno, 1945-1948) : suffrage universel, réforme agraire, révision des royalties payées par les compagnies pétrolières étrangères, lois favorables aux syndicats, arbitrage des conflits, etc. Forte de l’appui populaire, l’AD gagne toutes les élections partielles entre 1946 et 1948.
- 29 octobre, Brésil : le président Getúlio Vargas au Brésil est déposé par un groupe de généraux. Après la victoire des Alliés, Vargas décide l’élection d’un nouveau président et d’une assemblée constituante pour le 2 décembre. Les militaires inquiets, s’emparent du pouvoir. Vargas se retire dans le Rio Grande do Sul. Les officiers désignent José Linhares, président de la Cour suprême, pour diriger le gouvernement jusqu’aux élections. Le général Eurisco Dutra, candidat du Partido Social Democratico, fondé par Vargas, est élu avec une majorité PSD à l’Assemblée et au Sénat en décembre[25] (début de mandat le 31 janvier 1946).
- 7 novembre[26] : le Mexique devient officiellement membre de l’ONU.

### Asie
- 1er janvier, inauguration du Tata Institute of Fundamental Research
- 4 janvier, Birmanie : les Britanniques prennent l'île d'Akyab[27] et la Force 136 commence à livrer des armes aux « résistants » birmans et aux guérillas AFPFL en Arakan[28].

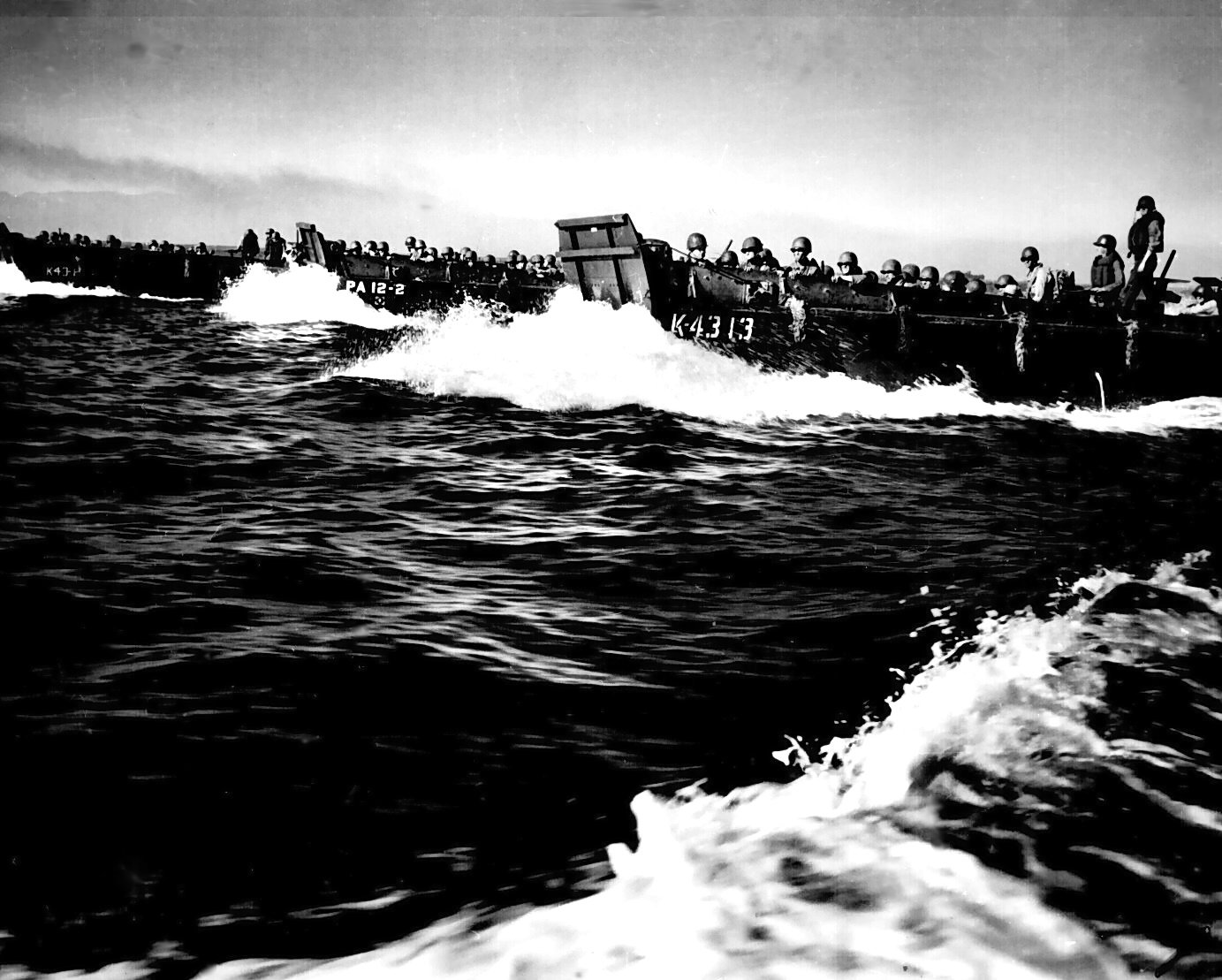
9 janvier : débarquement sur Luçon.

- 9 janvier, Philippines : les Américains débarquent sur l’île de Luçon avec 200 000 hommes[27].
- 12 janvier : la 25e division indienne débarque sur péninsule de Myebon, en Birmanie[29].
- 21 janvier : la 26e division indienne débarque sur l’île birmane de Ramree[29], prend le port stratégique de Kyaukpyu et occupe désormais toute la péninsule de Myebon[30]. Le blocus japonais de la Chine est brisé, les forces chinoises font la jonction sur la route de Birmanie totalement dégagée.
- 28 janvier : le premier convoi parti d’Inde et ayant pris la route de Birmanie, rebaptisée « route Stilwell » par Tchang Kaï-chek, arrive à Wanting, en Chine[31].
- 30 janvier : raid de Cabanatuan ; 511 prisonniers de guerre détenus par les Japonais sont libérés par les Alliés aux Philippines[32].

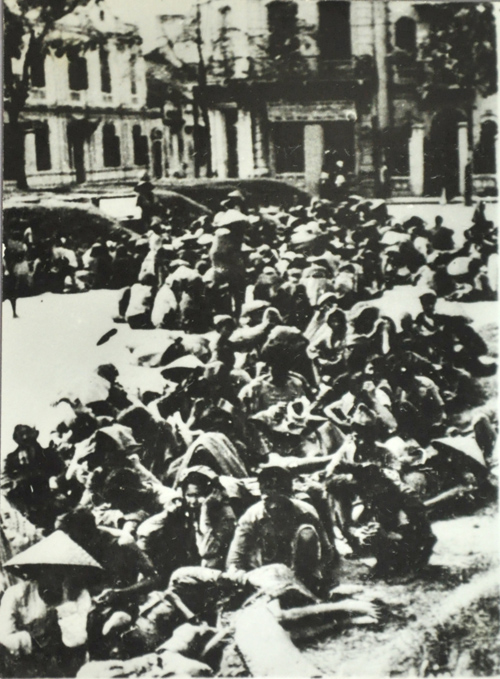
Famine au Vietnam.

- Janvier - février : en Indochine française, pour fuir la terrible famine qui ravage le Tonkin, des populations entament un exode pour rejoindre les régions ayant censément connu une meilleure récolte. 50 000 personnes environ périssent durant les déplacements de population : le nombre de victimes de la famine se monte au minimum à plusieurs centaines de milliers[33].
- 3 février : début de la bataille de Manille aux Philippines[27]. Plus de 100 000 civils philippins trouvent la mort, victimes aussi bien des exactions japonaises que des bombardements alliés en zone urbaine. La ville est sous le contrôle des Alliés le 3 mars : La prise de Manille fut l'une des étapes principales de la reconquête des Philippines, occupées par l'empire du Japon depuis trois ans[34].
- 4 - 11 février : à la conférence de Yalta, les Alliés conviennent de placer la Corée sous le contrôle des États-Unis et de l’URSS pour veiller à la reddition et au désarmement des troupes japonaises. À Potsdam, les zones d’occupations sont fixées au niveau du 38e parallèle[35].
- 14 février, Java oriental : insurrection d’une unité de la Peta, force supplétive mise en place par l’occupant japonais[36].
- 15 - 21 février : prise de Bataan par les Alliées, hautement symbolique après la lourde défaite américano-philippine de 1942 et de la marche de la mort qui s’en était suivie[37].

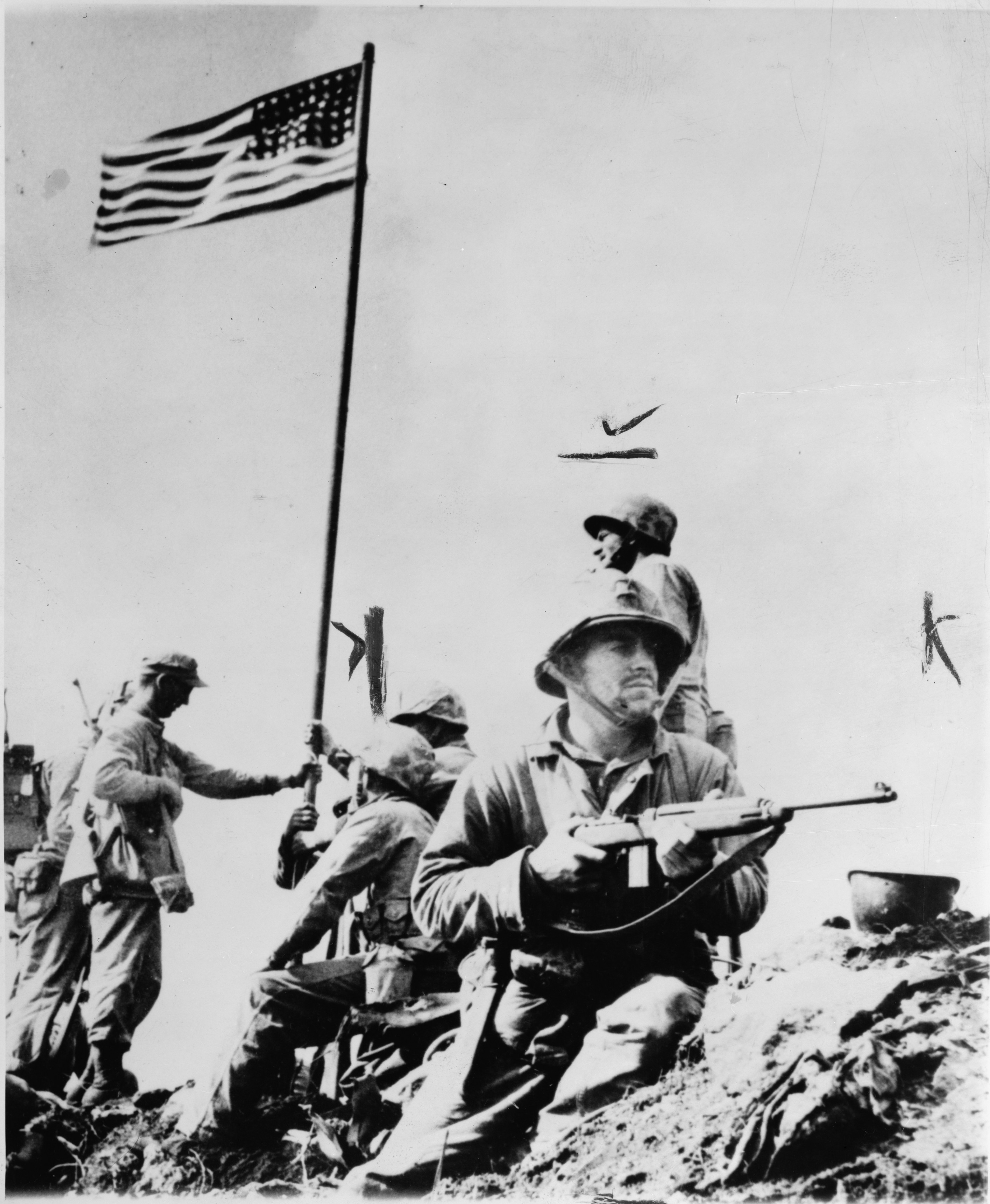
23 février, Iwo Jima : Raising the Flag on Iwo Jima

- 15 février - 26 mars : bataille d’Iwo Jima, particulièrement meurtrière ; plus de 20 000 soldats japonais et 6 000 marines sont tués[38].
- 28 février : débarquement américain sur Palawan[27].
- 3 mars, Birmanie : les Britanniques (IVe corps de Messervy) reprennent Meiktila[39].

- 9 mars :

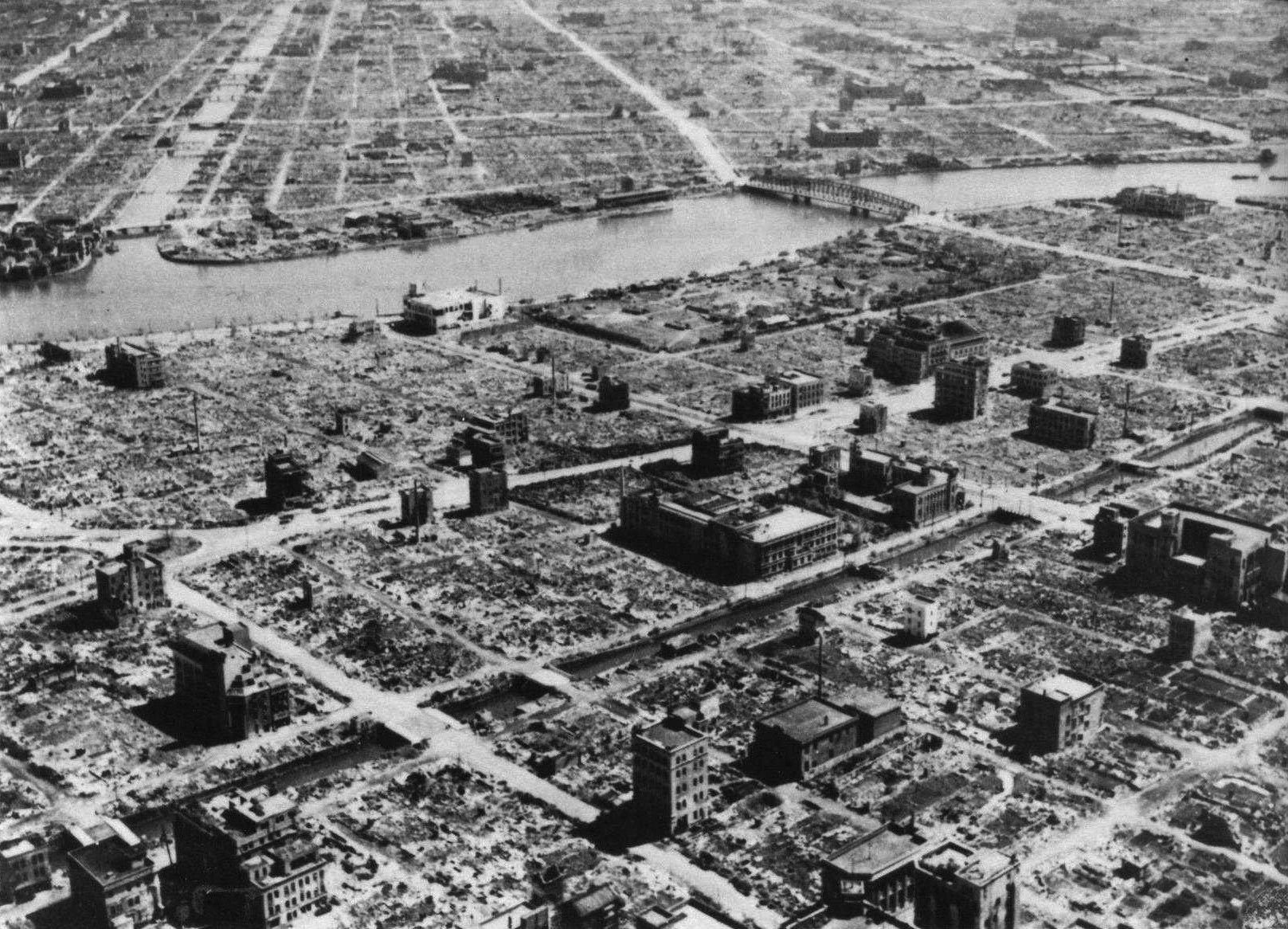
Tokyo le 10 mars 1945.

  - Plus de 100 000 victimes périssent en 2 jours lors des bombardements de Tokyo par 300 bombardiers B-29 américains qui lancent des bombes incendiaires[40].
  - Coup de force japonais contre les Français en Indochine[41]. Les Japonais renversent par surprise le pouvoir colonial français qui collaborait pourtant avec eux. Faible résistance des Français qui se solde par l’exécution de 460 prisonniers dont le général Émile Lemonnier. Des officiers français sont parachutés pour organiser des maquis.
- 10 mars : débarquements américains successifs sur Mindanao[27] et sur les îles de l’archipel de Sulu aux Philippines.
- 11 mars : l’empereur Bảo Đại proclame l’indépendance de l'Empire du Viêt Nam[42].
- 12 mars : Sihanouk proclame l’indépendance du Cambodge à Phnom Penh. Les nationalistes, soutenus par les Japonais, prennent le pouvoir[42].
- 16 mars, Laos : Sisavang Vong, roi de Luang Prabang, fidèle au protectorat français, invite ses compatriotes à aider les Français et à se battre contre les Japonais[42].
- 18 mars et 26 mars : débarquements américains successifs dans les Visayas aux Philippines (Opérations Victor I et II)[43].
- 20 mars, Birmanie : les Britanniques reprennent Mandalay[39].
- 21 mars - 28 avril, Chine : offensive japonaise de l’Ouest du Hunan contre les aérodromes alliés au nord du Yangzi. La base majeure de Laohekou dans le Hubei est prise le 8 avril après un siège difficile. Une énorme contre-offensive chinoise sauve la base de Ankang et reprend Laohekou. Plus au sud, les Japonais atteignent Zhijiang[44] où ils capitulent le 21 août.
- 27 mars :
  - les communistes de l’AIB (Armée nationale de Birmanie), sur les ordres de l’ex-collaborateur Aung San, se soulèvent contre les Japonais et prennent la capitale Rangoon, reprise le 3 mai par la 14e armée britannique. En été, la Birmanie est entièrement reconquise par les Britanniques[45].
  - Début de l’Opération Famine. Minage des eaux intérieures du Japon[46].

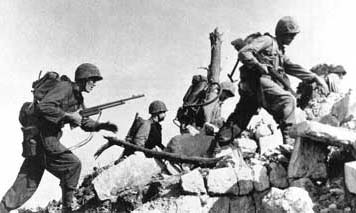
2 avril : bataille d’Okinawa

- 1er avril : début de la bataille d’Okinawa. Les forces alliées convergent sur Okinawa. Plus de 500 000 soldats interviennent dans cette opération amphibie. L’île est conquise complètement le 21 juin (11 260 soldats américains sont tués, 34 000 sont blessés ; le Japon perd de 77 166 à 110 000 soldats ; de 40 000 à 150 000 civils sont tués)[40].
- 5 avril, Japon : le gouvernement de Kuniaki Koiso décide de négocier la paix, mais ne parvient pas imposer ses vues aux militaires et démissionne. Kantarō Suzuki lui succède le 7 avril, et Shigenori Tōgō, partisan de la paix, devient ministre des Affaires étrangères[47].
- 6 avril - 7 juin, Chine : contre-offensive chinoise dans la bataille de l’ouest d’Hunan.
- 7 avril : opération Ten-Gō. L’aéronavale américaine coule le plus gros bâtiment de la marine japonaise, le cuirassé Yamato, envoyé dans une mission suicide devant Okinawa[48].
- 8 avril, Indochine française : au Laos, les Japonais obligent Sisavang Vong, roi du Luang Prabang, à proclamer l’indépendance[42].
- 13-14 avril : des centaines de Boeing B-29 américains bombardent l’arsenal de Tokyo[49].
- 27 avril : les Américains débarquent à Digos, dans le golfe de Davao à Mindanao, aux Philippines. Le 3 mai, ils entrent dans la ville de Davao, détruite par les Japonais[50]. Début de la bataille de Davao.
- 29 avril : les occupants japonais acceptent la formation d’une Commission d’enquête pour la préparation de l’indépendance de l’Indonésie[51]. Durant l’été, les mouvements de résistance contrôlent Java à l’exception des villes.
- 1er mai : les Alliés débarquent à Bornéo, conquise en août[52].
- 3 mai : fin de la campagne de Birmanie avec la prise de Rangoun par les Britanniques[39]. Le mouvement Thakin a profité de la faiblesse du gouvernement installé par les Japonais pour résister à la domination nippone à travers la Ligue anti-fasciste pour la liberté du peuple (AFPFL). Après la guerre, les Britanniques découvrent que l’AFPFL, dirigée par Aung San, a la mainmise sur le pouvoir politique indigène.
- 16 mai : le croiseurs lourds japonais Haguro est coulé par les Britanniques au détroit de Malacca[53].
- 17 mai : début des attaques aérienne directe sur le Japon depuis Okinawa[54].
- 23 et 25 mai : les bombardements redoublent sur Tokyo[47].
- 29 mai : bombardement de Damas par les troupes françaises[55].
- 25 juin : échec de la conférence de Simla, réunie par le vice-roi Archibald Wavell pour étudier la formation d’un gouvernement intérimaire en Inde[56].
- 20 juillet - 4 août : en Birmanie, l’armée japonaise en retraite est décimée dans la basse vallée de la Sittang (près de 8 000 morts)[57].
- 23-24 juillet et 28-30 juillet : le bombardement de la base navale de Kure anéantit à peu près tout ce qui reste de la flotte japonaise[58].
- 26 juillet : « déclaration de Potsdam ». Les alliés réunis à Potsdam invitent le Japon à se rendre sans conditions sous peine de destruction[59].
- 28 juillet : Le croiseur de bataille Haruna est coulé par l'aéronavale américaine lors du bombardement de Kure, il était le dernier croiseur de bataille de classe Kongō encore à flot
- 30 juillet : le croiseur USS Indianapolis est coulé par un sous-marin japonais[60].

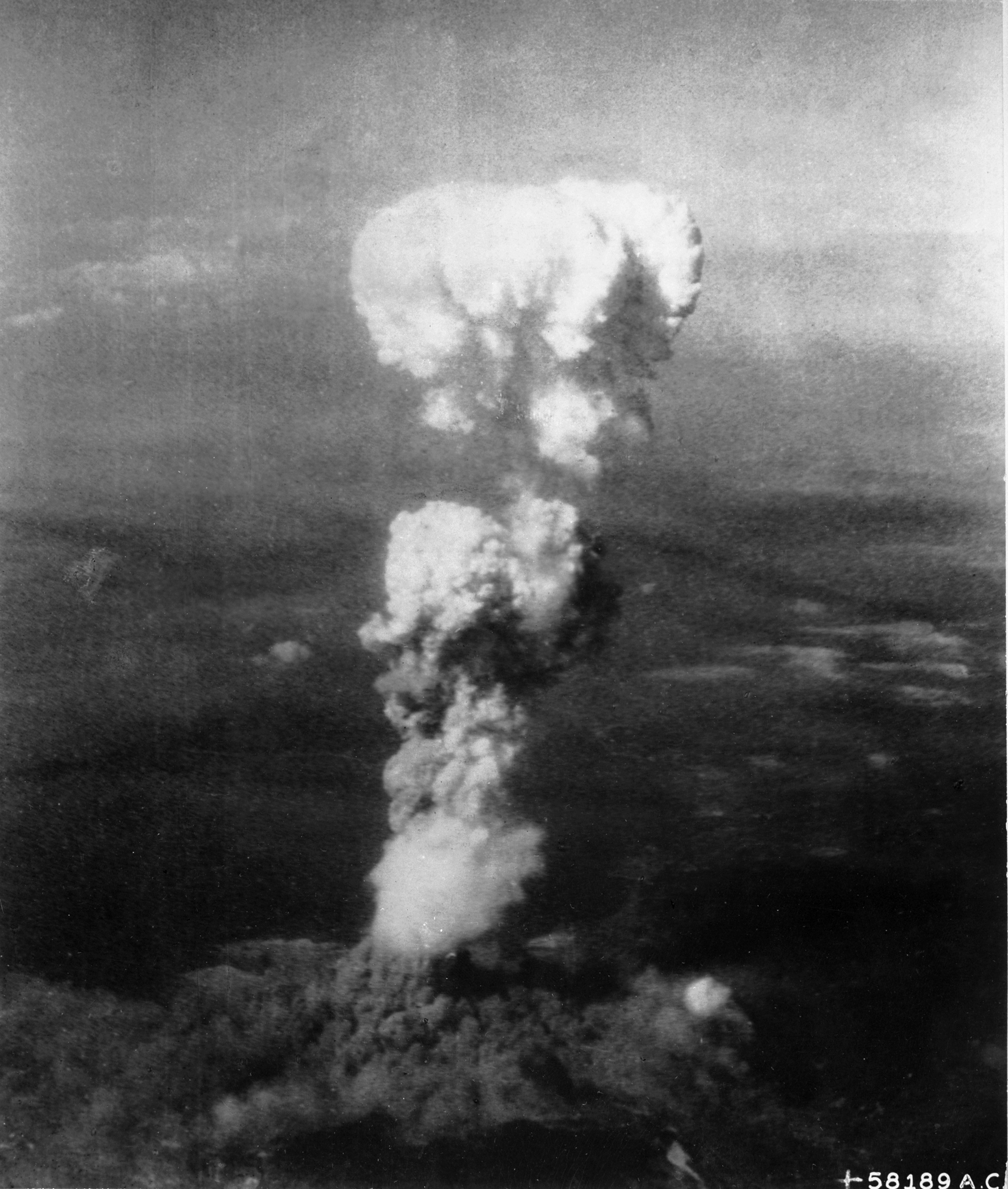
6 août : champignon atomique produit par l’explosion sur Hiroshima

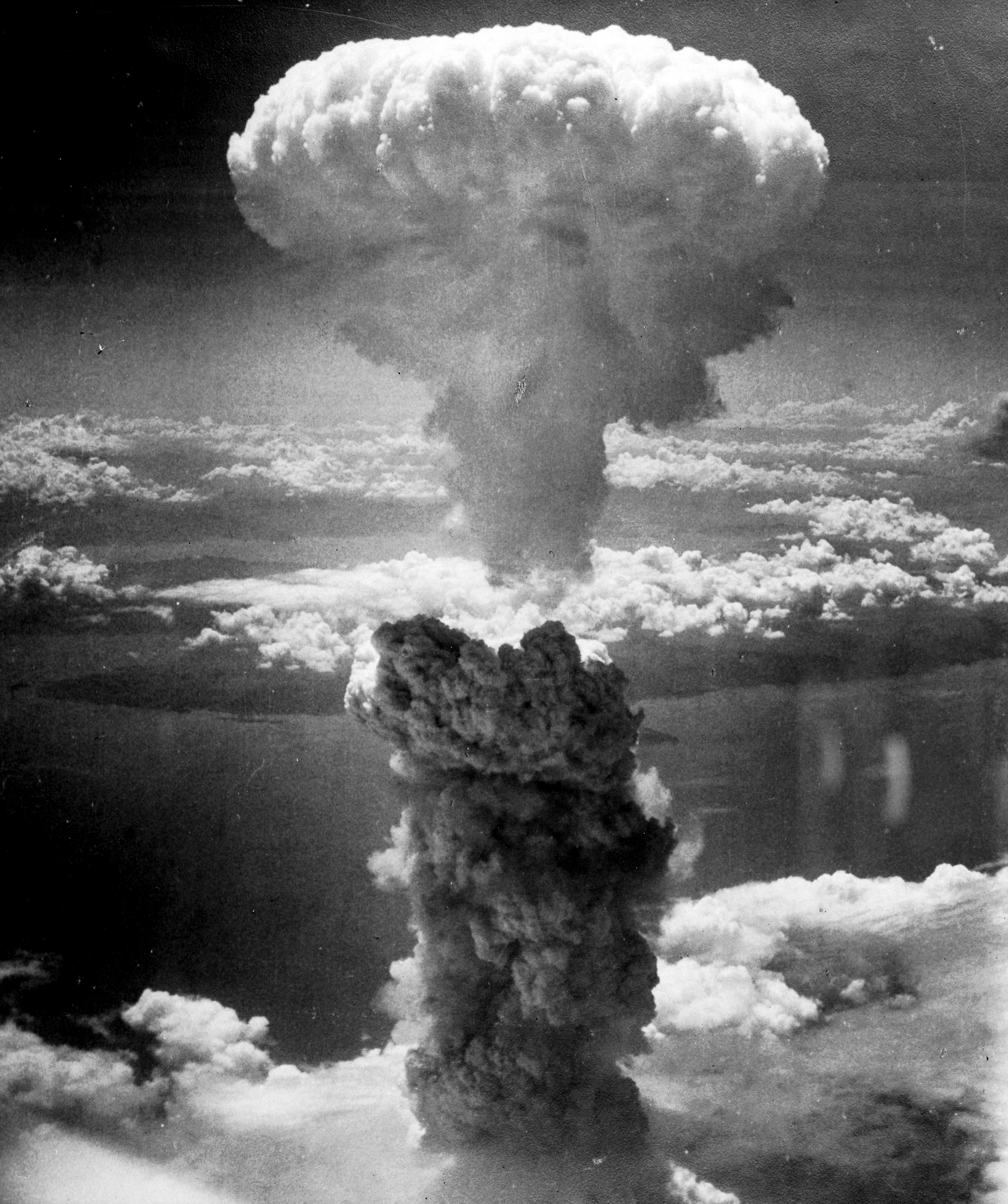
9 août : explosion atomique de Nagasaki

- 6 et 9 août : bombardements atomiques d’Hiroshima et Nagasaki. Le 6 août, après le rejet de l’ultimatum de Potsdam, un bombardier américain largue Little Boy, une bombe atomique à l’uranium sur Hiroshima[59] - Bilan : 75 000 morts et 90 000 blessés sur une population de 250 000 personnes.
- 8 août : l’URSS déclare la guerre au Japon, elle va occuper Sakhaline, les îles Kouriles, et envahit la Mandchourie[59].
- Nuit du 8 au 9 août : le nationaliste Son Ngoc Thanh devient Premier ministre du Cambodge[61]. Il affirme sa volonté de maintenir l’indépendance, mais est arrêté le 16 octobre après le retour des Français[62].
- 9 août : une seconde bombe atomique, Fat Man, est larguée sur Nagasaki[59], faisant environ 38 000 morts.
- 10 août : révolution d’août. Appel à l’insurrection lancé par le comité de libération du peuple du Viêt Nam dirigé par Hô Chi Minh[63].
- 11 août : le maréchal japonais Terauchi annonce aux dirigeants nationalistes indonésiens Soekarno, Hatta et Rajiman, invités à Dalat, en Indochine, que l’indépendance de l’Indonésie serait accordée le 24 août[51].
- 12 août : occupation du Nord de la Corée par les Soviétiques[64]. L’URSS apporte son soutien à Kim Il-sung, qui rentre en Corée le 19 septembre avec un groupe de partisans antijaponais[65].
- 14 août :
  - Bảo Đại annonce l’annexion de la Cochinchine à son royaume[66].
  - Traité d’amitié et d’alliance entre l’Union soviétique et la République chinoise ; l’accord répartit leurs pouvoirs en Mandchourie[67].
- 15 août : l’empereur Hirohito annonce la reddition sans condition du Japon à la radio[68]. Il demande dans son allocution l'arrêt des combats. C’est la capitulation officieuse du Japon[59].
- 17 août :
  - Georges Thierry d’Argenlieu est nommé Haut-commissaire de France et commandant en chef pour l’Indochine ; il entre en fonction le 2 novembre[69].
  - Soekarno et Hatta proclament l’indépendance de l’Indonésie vis-à-vis des Pays-Bas à Batavia qui retrouve son nom de Jakarta[51]. Les Pays-Bas s’y opposent. Cette proclamation marque le début de la décolonisation et de la Révolution nationale indonésienne.
- 18 août : une Constitution est proclamée en Indonésie. Soekarno devient président de la république d’Indonésie ; Hatta, vice-président[70].

- 19 août :
  - le Việt Minh entre dans Hanoï et prend le pouvoir[71].
  - en Birmanie, lors d'une réunion publique, l’Organisation anti-fasciste devient la Ligue anti-fasciste pour la liberté du peuple (LAFPL) dont le but est de lutter contre le Royaume-Uni pour obtenir l’indépendance complète du pays et la tenue d’élections au suffrage universel[72]. Le secrétaire général de cette ligue, Thakin Than Tun, est le beau-frère du président Aung San qui rompt avec le marxisme.
- 21 août : capitulation officielle du Japon vis-à-vis de la Chine, sur l’aérodrome de Zhijiang dans le Hunan. Fin de la guerre sino-japonaise[73]. Communistes et nationalistes se retrouvent face à face. Mao Zedong domine le Nord, pénètre en Mandchourie occupée par les soviétiques. Tchang Kaï-chek regagne Nankin et récupère la plupart des grandes villes.
- 23 août : Joseph Staline, en tant que commissaire du peuple à la Défense, ordonne le transfert de 500 000 prisonniers de guerre japonais en Union soviétique pour effectuer des travaux forcés (ordre N° 9898)[74].
- 25 août : l’empereur du Viêt Nam Bảo Đại abdique[63].
- 28 août : les Alliés débarquent sur Honshu. Début de l’occupation du Japon (fin en 1952)[75].

- 2 septembre :

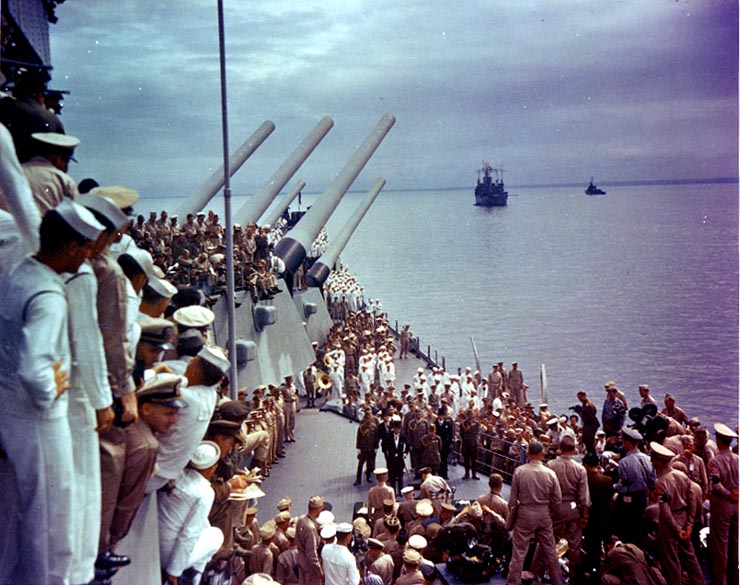
2 septembre : capitulation officielle du Japon

  - L’empereur du Japon reconnaît officiellement la défaite, en signant avec le général Douglas MacArthur sur le cuirassé américain Missouri le document de sa capitulation sans condition. Cet acte met fin au dernier conflit en cours de la Seconde Guerre mondiale et entérine l’occupation du Japon par les États-Unis[59].
  - Hô Chi Minh proclame la République démocratique du Viêt Nam à Hanoi[63].
- 6 septembre : le « Comité pour l’indépendance » dirigée par Yo Unhyŏng réunit une assemblée constituante à Séoul qui proclame la République populaire de Corée[76]. Le lendemain, les États-Unis, par leur représentant le général Hodge, dissolvent les Comités de libération nationale[77]. Le 11 septembre, ils établissant un gouvernement militaire dirigée par Archibald Arnold, qui le 10 octobre déclare la république populaire illégale[78].
- 8 septembre : le Sud de la Corée est occupé par les États-Unis ; les forces japonaises en Corée du Sud capitulent le lendemain[64].
- 12 septembre : reddition des forces japonaises de Singapour. La Malaisie repasse sous contrôle britannique le 25 septembre[79].
- 15 septembre : le gouvernement provisoire du prince Phetsarath Rattanavongsa proclame l’indépendance du Laos[80].

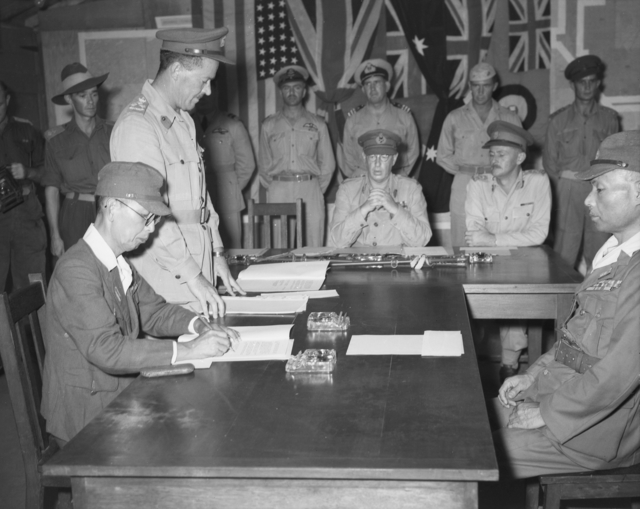
Le lieutenant général Masatane Kanda de l’armée japonaise signe la reddition des forces japonaises sur l’île de Bougainville le 8 septembre 1945.

- 16 septembre : les forces britanniques débarquent en Indonésie pour participer au maintien de l’ordre contre les forces nationalistes indonésiennes qui essayaient d’empêcher le retour des Hollandais dans la colonie[51].
- 19 septembre, Inde : de retour de Londres après trois semaines de consultations avec le gouvernement travailliste de Clement Attlee, le vice-roi Archibald Wavell annonce pour décembre les élections aux législatures centrales et provinciales, ajournées en raison de la guerre, et à leur issue la création d’un corps chargé de rédiger la Constitution. Il souhaite que la création d’un « gouvernement responsable ». Le comité du Congrès pan-indien, réuni sous la direction du Mahatma Gandhi et du Pandit Nehru, rejette les propositions du vice-roi d’autonomie interne selon la proposition Cripps de 1942 et demande au Royaume-Uni de quitter l’Inde[81].
- 23 septembre : Jean Cédile, délégué de la France en Indochine parachuté le 22 août, prend le contrôle de l’administration civile de Saïgon[82].
- 5 octobre : Leclerc débarque à Saïgon. En vertu des accords de Potsdam (2 août), les nationalistes chinois occupent le pays au nord du 16e parallèle et les Britanniques le sud de cette ligne. Cependant, à partir du 3 octobre, les troupes du général Leclerc débarquent à Saigon et relèvent rapidement les Britanniques[83].

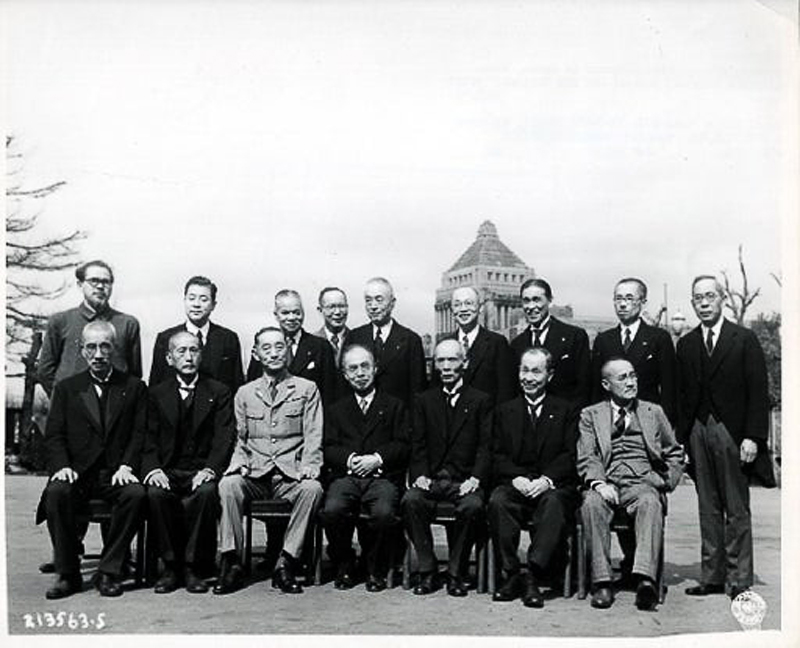
9 octobre : cabinet Shidehara.

- 9 octobre : Kijūrō Shidehara, Premier ministre du Japon[59]. Le gouvernement japonais reste en place à condition d’exécuter les instructions des vainqueurs (MacArthur, 11 octobre) : démilitarisation de la société, dissolution des zaibatsu (trusts enrichis par l’industrie de guerre), abolition de la police contrôlant l’opinion publique, réforme agraire, loi sur les unions ouvrières, suffrage universel féminin[84].
- 10 octobre : conférence de Pyongyang. le parti communiste de Corée (fondé en 1925) installe ses bureaux dans la zone occupée par l’Union soviétique. Fondation du parti révolutionnaire de la classe ouvrière coréenne qui devient le 28 août 1946 le parti du travail de Corée. Kim Il-sung en devient le premier secrétaire le 18 décembre[65]. La Corée du Nord fonctionne à partir de 1945 sur un schéma stalinien : l’économie est totalement socialisée et les habitants doivent vouer un culte de la personnalité au leader communiste Kim Il-sung.
- 12 octobre : opposé au roi Sisavang Vong qui souhaite le rétablissement du protectorat français du Laos, le gouvernement Lao Issara (Laos libre) promulgue une constitution provisoire ; le roi est déchu le 20 octobre par la Chambre des représentants du peuple, désignée par les indépendantistes[80].
- 14-19 octobre : affrontement entre les forces japonaises et de jeunes nationalistes indonésiens à Semarang[85].
- 24 octobre, Indochine : le groupement Massu de la 2e DB lance l’opération Moussac, sur le delta du Mékong, pour reprendre les capitales provinciales de My Tho et Can Tho[83].
- 25 octobre : le nationaliste Syngman Rhee fonde l’Association nationale pour la réalisation rapide de l’indépendance coréenne[78].

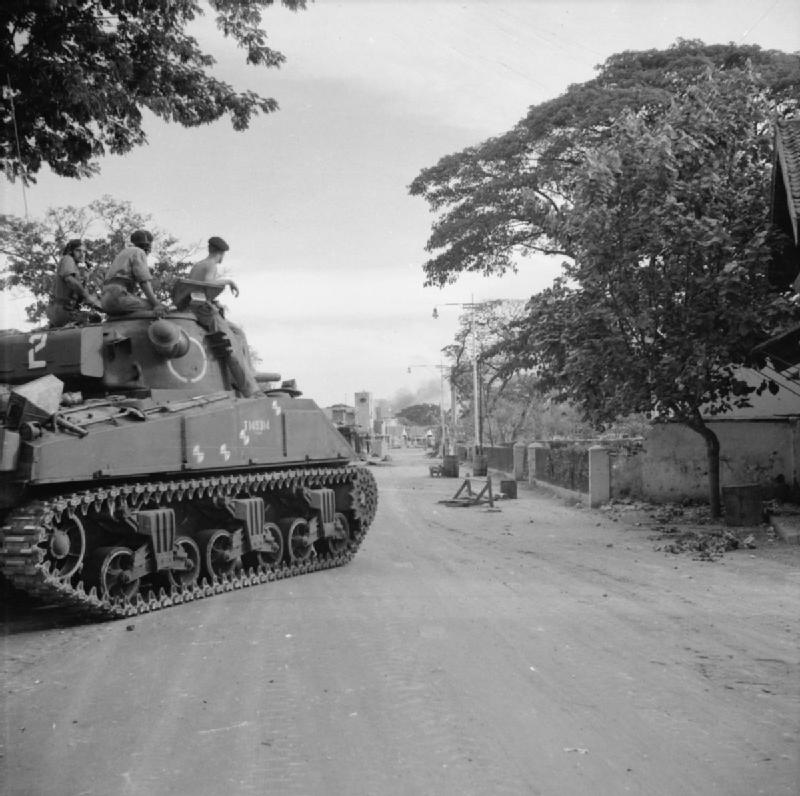
Char britannique contre les nationalistes à Surabaya pendant l’occupation de Java.

- 27 octobre - 20 novembre : bataille de Surabaya. Les troupes britanniques venues désarmer les forces d’occupation japonaise, prennent le contrôle de Surabaya, en Indonésie, malgré la résistance des soldats indépendantistes[85].
- 6 novembre : mémorandum en 9 points du gouverneur général des Indes néerlandaises Van Mook accordant l’autonomie partielle à l’Indonésie. Devant la réticence de l’opinion britannique et les pressions internationales (monde musulman, Australie, États-Unis), le gouvernement hollandais de La Haye doit se résoudre à négocier (15 octobre)[51].
- 7 novembre : création du Masjumi (Conseil consultatif des musulmans d’Indonésie), parti musulman conservateur rassemblant les grands propriétaires et certains éléments de la bourgeoisie (commerçants et entrepreneurs)[86].
- 14 novembre : Sutan Sjahrir devient chef du gouvernement de la république d’Indonésie ; il refuse toute négociation avec les Pays-Bas sans la reconnaissance préalable de l’indépendance[87].
- 27 décembre : création à l’issue de la conférence de Moscou d’une « Commission d’Extrême-Orient » et d’un « Conseil allié pour le Japon », siégeant à Tokyo[88].
- Décembre : élections législatives en Inde. Le Congrès national indien obtient 91,3 % des voix des non-musulmans et 57 sièges. La Ligue musulmane, partisane de la partition des Indes, remporte les 30 sièges réservés aux musulmans[56].

### Proche-Orient
- 9 janvier, Égypte : le Premier ministre Ahmad Mahir Pacha organise des élections qui sont boycottées par le Parti Wafd. Les partis du gouvernement remportent la majorité des sièges parlementaires[89]. Le 24 février, l’Égyptien Mahir Pacha annonce son intention de déclarer la guerre aux puissances de l’Axe, entraînant le mécontentement des forces politiques radicales[90].

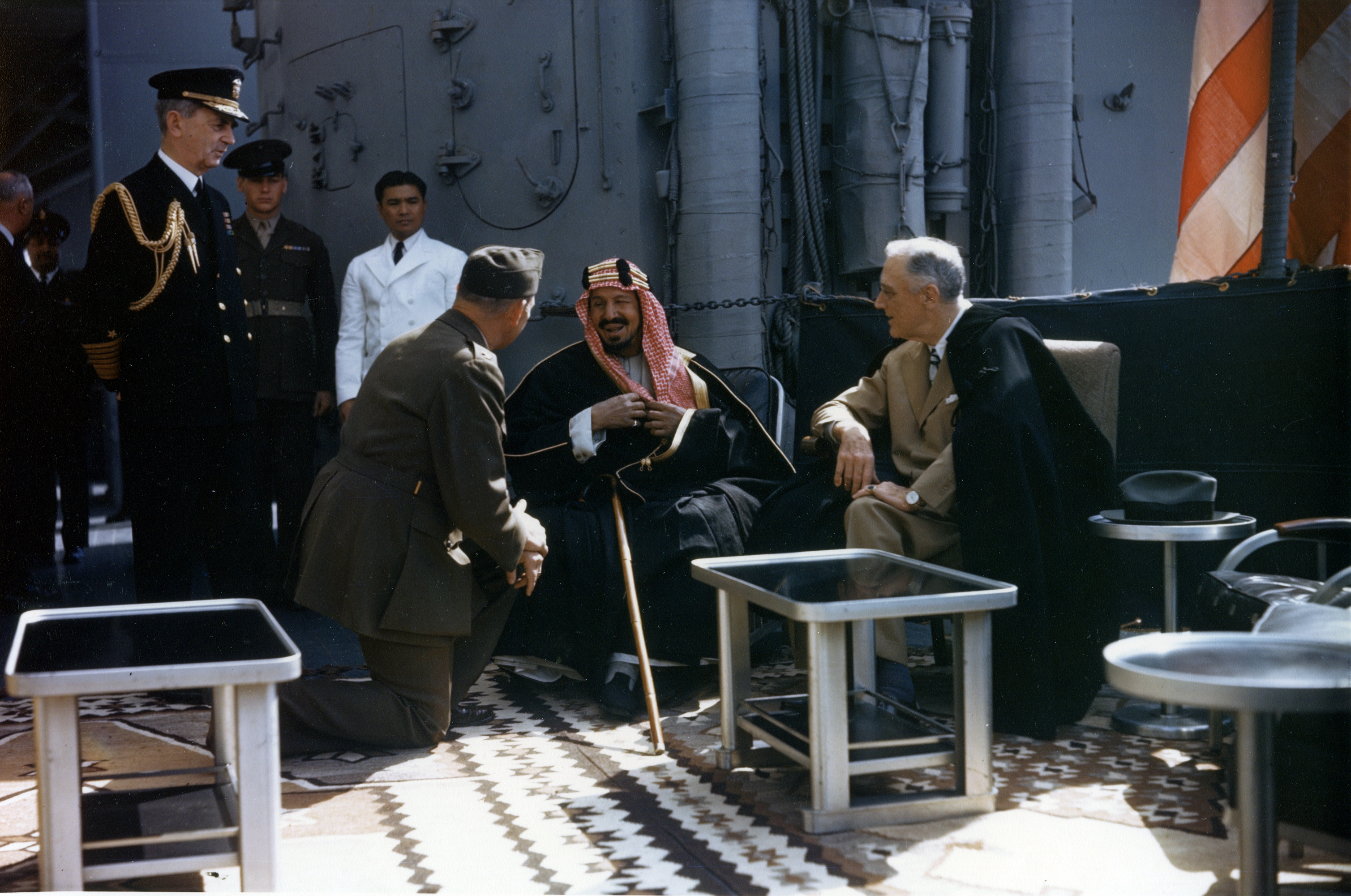
14 février : de retour de Yalta, Roosevelt rencontre Ibn Sa’ud en mer Rouge sur le croiseur le Quincy

- 14 février : pacte du Quincy. rencontre historique à bord de l’USS Quincy, sur le canal de Suez, entre le président américain Franklin D. Roosevelt et le roi d’Arabie saoudite Ibn Sa’ud[91]. le Royaume-Uni décide de réduire sa subvention à l’Arabie saoudite tandis que les États-Unis maintiennent la leur. Ils envoient une mission militaire chargée d’instruire l’armée saoudienne et obtiennent la possibilité d’établir une base militaire à Dhahran (accord du 6 août)[92].
- 23 février : la Turquie déclare la guerre à l’Allemagne et au Japon[93].
- 24 février : le Premier ministre égyptien Ahmad Mahir Pacha est assassiné par un jeune nationaliste[94].
- 22 mars : à Alexandrie, Égypte, création de la Ligue arabe avec comme membres fondateurs l’Égypte, l’Irak, le Liban, l’Arabie saoudite, la Syrie, la Transjordanie, rejoints par le Yémen le 10 mai[95]. Elle doit favoriser la coopération entre ses membres. Abd al-Azzam Pacha, un Égyptien, est nommé premier secrétaire général de la Ligue.
- 25 avril-26 juin : l’émir Faysal se rend aux États-Unis à la tête de la délégation saoudienne à la conférence de San Francisco[96].
- 29 mai : après des manifestations réclamant l’indépendance promise, une véritable révolte éclate au Liban et en Syrie. Des affrontements sanglants ont lieu à Damas entre l’armée française et la police syrienne. Les Français bombardent Damas. le Royaume-Uni menace d’intervenir militairement. Un cessez-le-feu est proclamé et les troupes françaises rentrent dans leurs casernes[97].
- 21 juin : les gouvernements syrien et libanais réunis à Damas publient un communiqué commun dans lequel ils déclarent relever tous les Français de leurs services et de travailler en vue du retrait des troupes françaises (effectif en août 1946)[98].

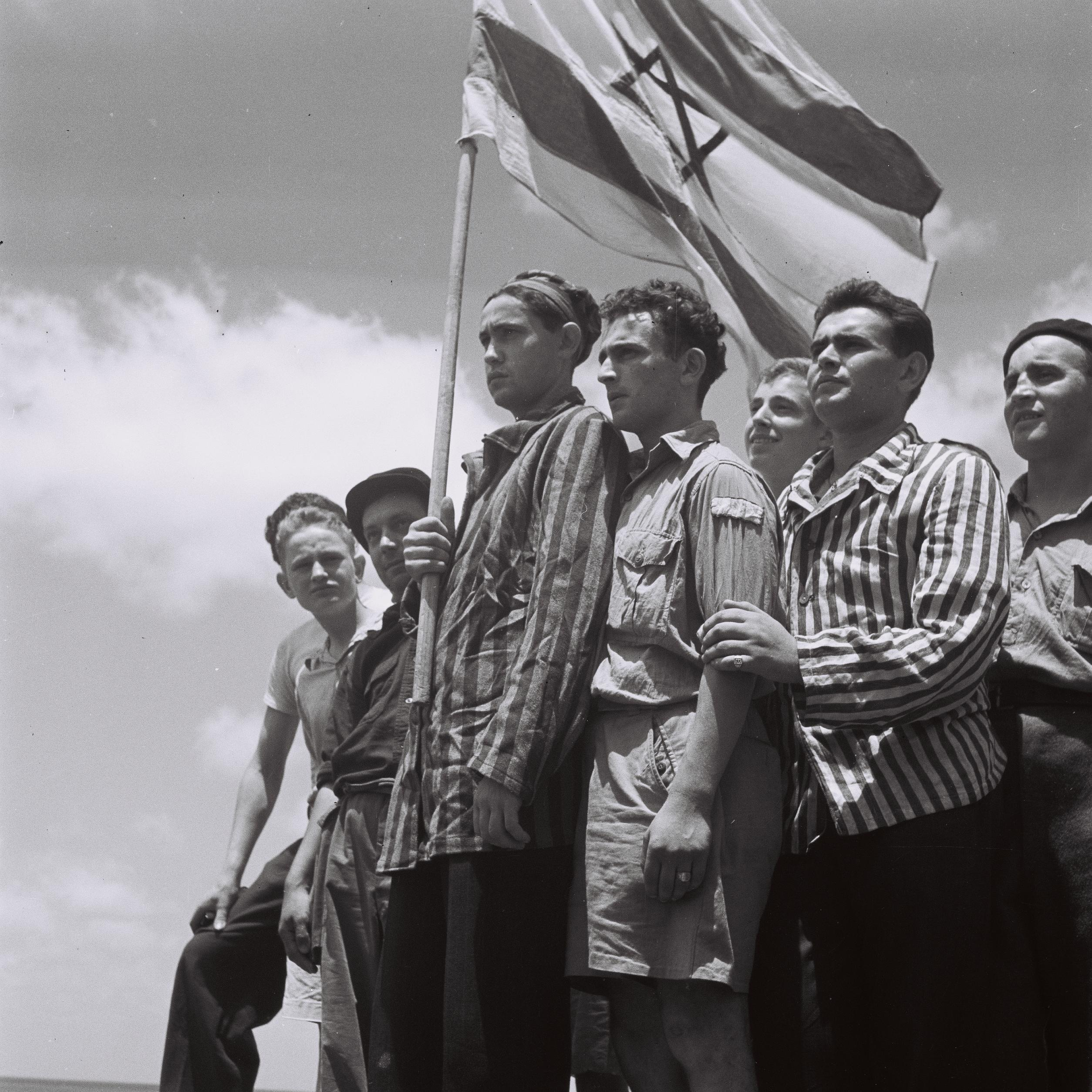
15 juillet : des survivants de Buchenwald arrivent à Haïfa où ils sont arrêtés par les Britanniques.

- 13 août : dans une lettre au Premier ministre britannique Clement Attlee, Truman demande au Royaume-Uni qu’il délivre 100 000 certificats d’immigration en Palestine pour les rescapés de la Shoah[99]. Devant le refus de Londres, Truman décide de porter la question sur la place publique.
- 6 octobre : agitation estudiantine sans lendemain en Égypte à l’occasion de la reprise des cours[100].
- Octobre : en Irak, le soulèvement kurde mené par Mulla Mustafa Barzani est réprimé. Barzani se réfugie avec ses partisans dans le kurdistan iranien pour créer la république de Mahabad[101].
- 2 novembre : le jour anniversaire de la déclaration Balfour, des manifestations antisionistes éclatent en Syrie, en Égypte, au Liban et en Irak[102]. En Égypte, les manifestations pour le retrait des troupes britanniques dégénèrent en actes de pillages et de violences ; à Alexandrie, au Caire, à Suez et à Port-Saïd, les émeutes anti-juives orchestrées par les Frères musulmans font douze morts et deux cent cinquante blessés[103].
- 10 décembre, crise irano-soviétique : création de la république populaire d’Azerbaïdjan à Tabriz[104].
- 13 décembre : Français et Britanniques négocient leur évacuation définitive de la Syrie et du Liban[105].
- 15 décembre, crise irano-soviétique : création dans le Kurdistan iranien de la république indépendante du Kurdistan, ou république de Mahabad[104].
- 20 décembre : le gouvernement égyptien demande officiellement la révision du traité de 1936 avec le Royaume-Uni[106].

### Europe
- 1er janvier :
  - opération Bodenplatte, opération aérienne de la Luftwaffe dans le cadre de la bataille des Ardennes[107].
  - opération Nordwind dernière offensive de la Wehrmacht en Alsace du nord et en Lorraine (fin le 25 janvier)[108].
- 2 janvier : Charles de Gaulle refuse l’ordre américain d’évacuer Strasbourg et donne l’ordre à la 1re armée française de défendre la ville au plus tard le 5 janvier[109].
- 4 janvier : des comités d’épuration sont mis en place en Hongrie. Le 25 janvier, un décret du Gouvernement provisoire hongrois institue des tribunaux populaires. Le 7 février, le ministre de la Justice publie une circulaire demandant d’établir des listes des criminels de guerre et des organisations fascistes. Le 21 juin, un décret confidentiel réglemente les internements administratifs et coordonne les rapports entre la police politique hongroise (l’ÁVO, puis ÁVH) et les tribunaux populaires[110]. L’action de la police politique s’exerce d’abord contre les criminels de guerre et les fascistes, puis contre tous les « ennemis intérieurs » et autres « suspects », désignés par la direction du Parti communiste.
- 12 janvier : offensive Vistule-Oder[111] lancée par l’Armée rouge qui établit une tête de pont sur l’Oder le 31 janvier, d’où elle menace directement Berlin.
- 13 janvier : offensive soviétique en Prusse-Orientale[112]. Elle s’achève avec la prise de Pillau le 25 avril[113].
- 14 - 27 janvier : opération Blackcock. La IIe armée britannique procède au nettoyage du triangle Ruremonde, Sittard et Heinsberg aux Pays-Bas[114].
- 14 janvier : les derniers détenus du camp de concentration de Plaszow (Cracovie) sont transférés à Auschwitz avant l’arrivée des soviétiques[115].

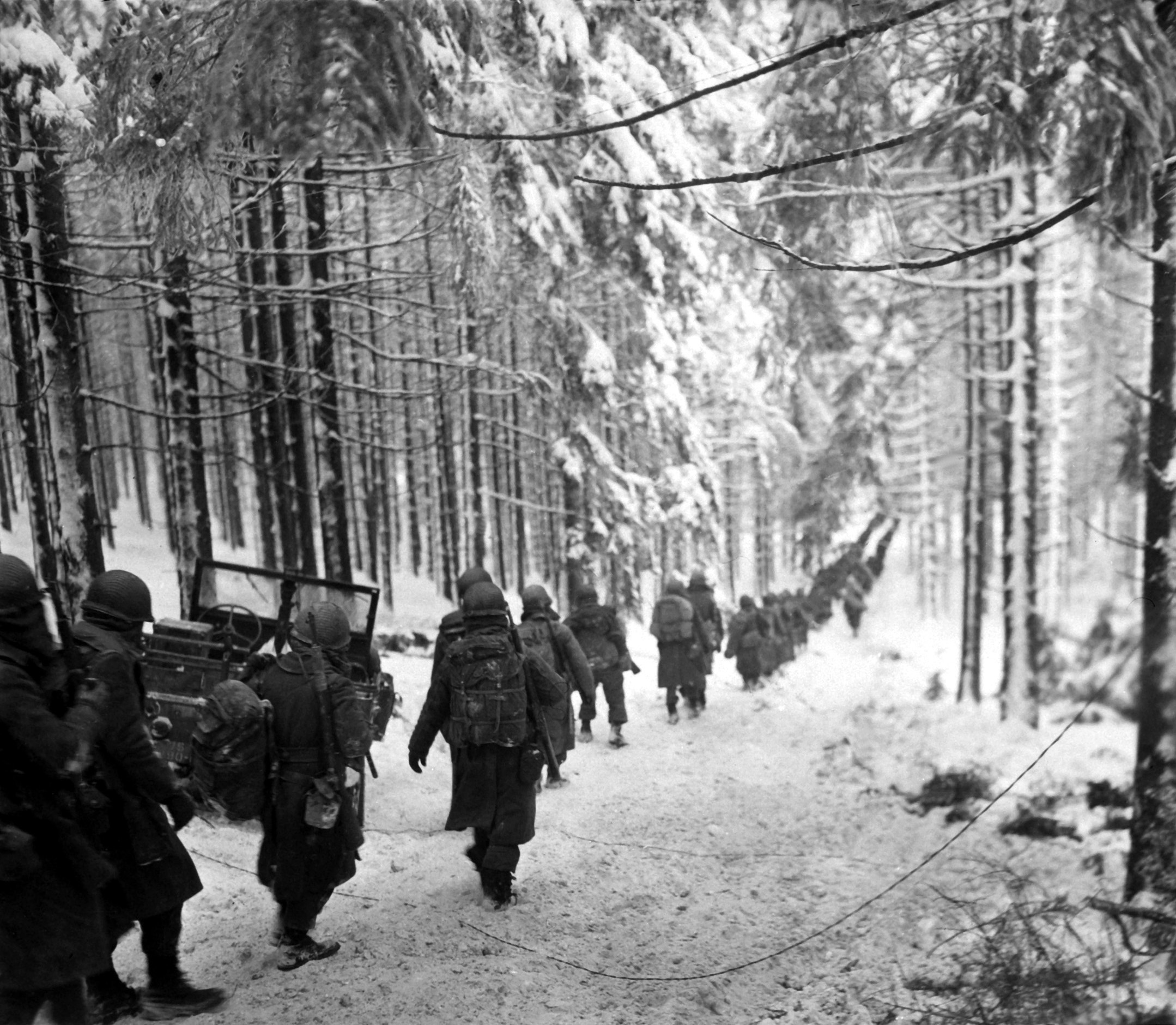
Soldats américains en marche dans les Ardennes, entre Saint-Vith et Houffalize, le 24 janvier.

- 16 janvier : jonction à Houffalize des 1re et 3e armées américaines. L’offensive allemande des Ardennes est brisée[116].
- 17 janvier : entrée de l’Armée rouge (Joukov) à Varsovie[111] (17 au 22 janvier).
- 20 janvier : le gouvernement provisoire hongrois soutenu par les Soviétiques signe l’armistice à Moscou, qui stipule une « reddition sans condition »[117]. La Hongrie est administrée par une Commission de contrôle alliée dirigée par le maréchal Kliment Vorochilov, qui arrive à Debrecen le 3 février[118].
- 23 janvier : l’armée soviétique atteint l’Oder près de Breslau[119]. La Haute-Silésie est sous contrôle soviétique à la fin du mois pendant que Joukov au Nord entre en Poméranie.
- 26 janvier : la 4e armée allemande est encerclée dans la poche d’Heiligenbeil par la 5e armée blindée de la Garde soviétique[120] (fin en mars).
- 27 janvier : libération du camp d’extermination d’Auschwitz-Birkenau par les troupes soviétiques, où il reste 7 000 prisonniers[121]. Les SS ont tenté de détruire les quatre fours crématoires avant de se retirer[122].
- 30 janvier : le Wilhelm Gustloff avec plus de 10 000 réfugiés venus du port de Gotenhafen dans la baie de Dantzig est coulé par trois torpilles du sous-marin soviétique S-13. Entre 5 300 et 9 300 personnes périssent dans la mer Baltique[123].
- 30 janvier - 2 février : conférence de Malte entre Roosevelt et Churchill sur la conduite des opérations militaires en Europe occidentale et les divergences de vues anglo-américaines relatives au règlement des questions en suspens en Italie, en Grèce et en Belgique. Accord sur l’attribution des zones d’influence en Allemagne après la Guerre[124].
- 31 janvier : les troupes soviétiques franchissent l’Oder au nord de Küstrin[125].
- 2 février : Mühlviertler Hasenjagd, assassinat des prisonniers soviétiques évadés du camp de Mauthausen, en Autriche, au terme d’une chasse à l’homme[126].

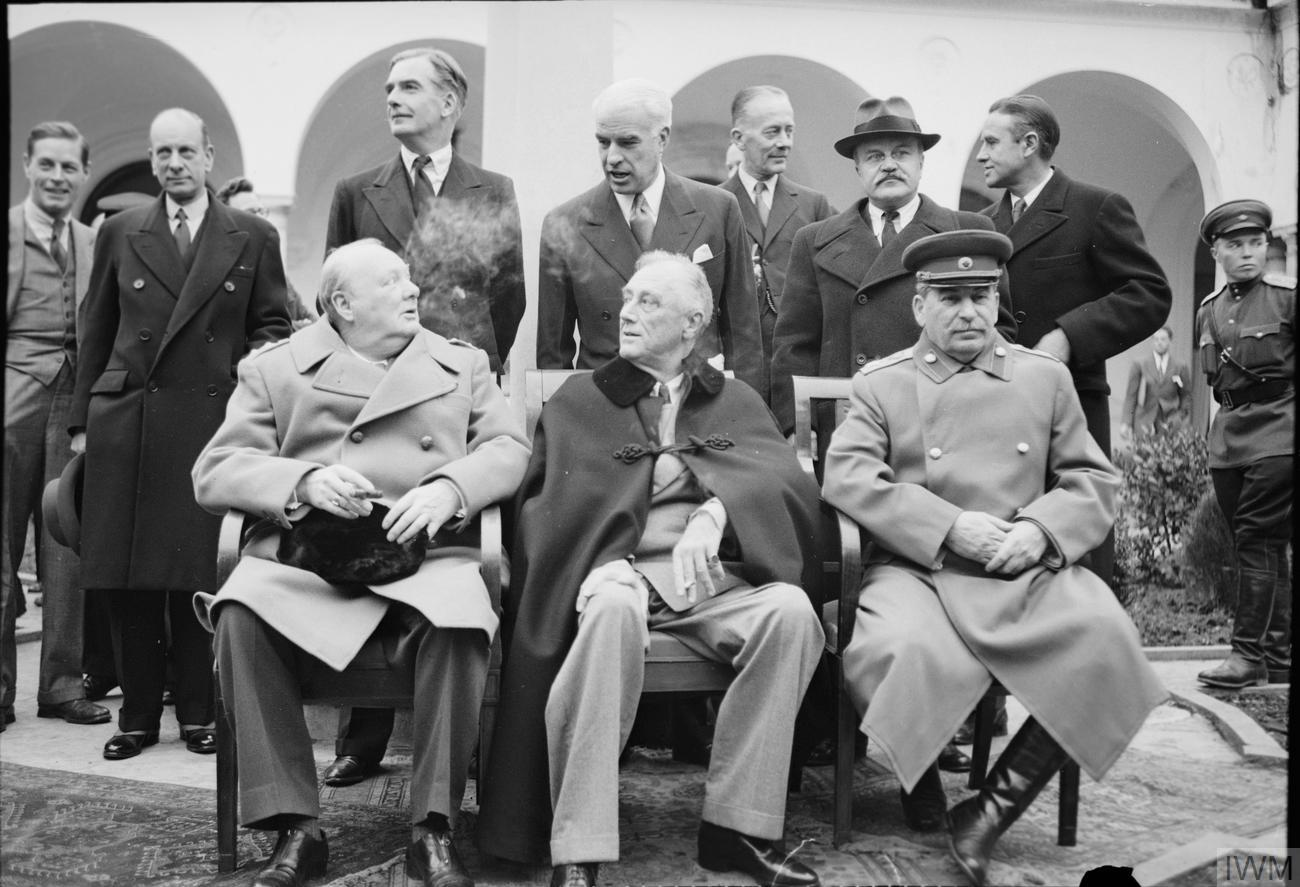
4 - 11 février : conférence de Yalta.

- 4 - 11 février : conférence de Yalta réunissant les États-Unis, le Royaume-Uni et l’URSS représentés par Roosevelt, Churchill et Staline. Les Alliés s’engagent à organiser des élections libres en Europe après la victoire. Ils délimitent des zones d’influence en Allemagne entre les puissances américaine, britannique et soviétique (l’idée du partage de l’Europe en zones d’influence est définie par Churchill à Staline en octobre 1944, à la conférence de Moscou). Des accords sont conclus sur l’entrée en guerre de l’URSS en Asie en contrepartie d’avantages territoriaux sur les frontières orientales de la Pologne, sur l’octroi à la France d’une zone d’occupation en Allemagne et sur le fonctionnement de la future Organisation des Nations unies[127]. L’URSS obtient que la RSS d’Ukraine et la RSS de Biélorussie deviennent membre à part entière des Nations unies à l’issue de la conférence de San Francisco[128].
- 5 février - 31 mars : opération Corn Flakes, opération de propagande anti-nazie en Allemagne et en Autriche[129].
- 8 février : opération Grenade. La 9e armée américaine traverse la Roer le 23 février[130].
- 8 février - 11 mars : opération Veritable lancée pour chasser les forces allemandes de la zone entre le Rhin et la Meuse, à l’est de Nimègue[131].
- 10 février : le General von Steuben est coulé par le sous-marin soviétique S-13, causant la mort de 3 408 personnes[132].
- 10 février - 4 avril : offensive soviétique en Poméranie orientale[133].
- 12 février, Grèce : traité de Várkiza ; les communistes acceptent que leurs forces armées soit dissoutes[40].
- 13 février : prise de Budapest par les Soviétiques après 50 jours de combat[134].
- 13 février - 15 février : bombardement de Dresde par les avions britanniques et américains[135]. 35 000 morts.
- 13 février-6 mai : siège de Breslau par les Soviétiques[136].
- 15-19 février : échec d’une tentative de consolidation du front allemand en Poméranie occidentale[137].

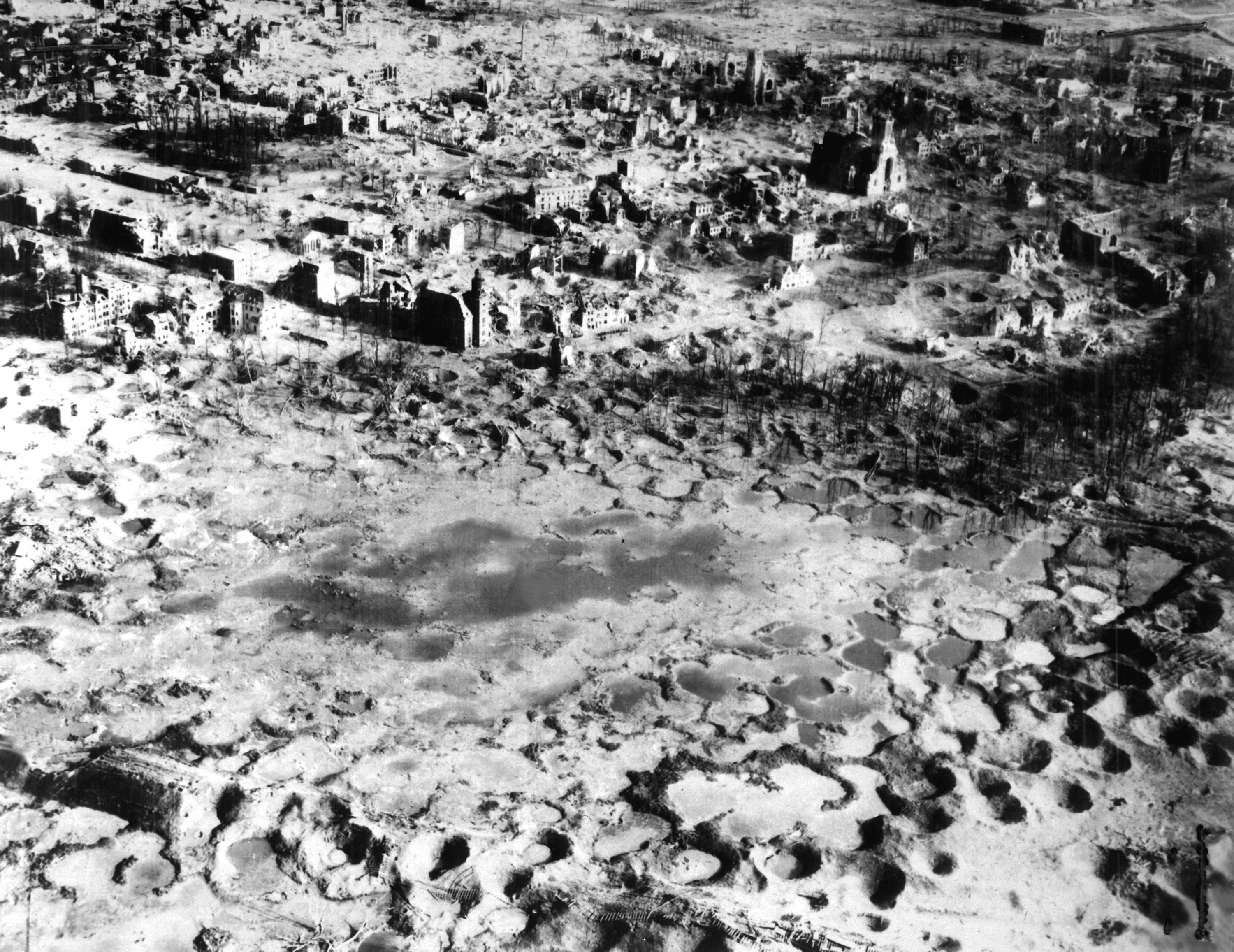
16-19 février : bombardement de Wesel.

- 23 février : prise de Posen par les Soviétiques[138].
- 23-24 février : bombardement de Pforzheim par la Royal Air Force[135].
- 24 février : insurrection communiste à Budapest. Des coups de feu sont tirés par l’armée, et le premier ministre Nicolae Rădescu doit démissionner le 28 février sous la pression des autorités soviétiques d’occupation. Petru Groza lui succède le 6 mars. Le Parti communiste roumain prend le contrôle de fait du Royaume de Roumanie[139].
- 27 février : bombardement de Mayence[135].
- 2 mars : la IXe armée américaine atteint le Rhin près de Neuss[130].
- 2 - 5 mars : opération Gemse, contre-offensive allemande en Silésie, sur le front de l’Est. Goebbels se rend à Lauban le 8 mars après la reprise de la ville[140].
- 3 mars : évacuation des internés de Hinzert[141].
- 5-6 mars : Cologne est prise par les Alliés[142].
- 6 mars, Roumanie : gouvernement de coalition dirigé par Petru Groza, sympathisant communiste formé sous la pression soviétique. Groza entreprend l’épuration de l’administration (90 000 personnes sont arrêtées). Les communistes occupent la plupart des postes clés, aux côtés des socialistes et des nationaux-libéraux. Dans les mois qui suivent, ils s’emploient à supprimer toute opposition[143].
- 6 - 15 mars : opération Frühlingserwachen, dernière grande offensive allemande, lancée en Hongrie dans la région du lac Balaton[144].

- 7 mars :

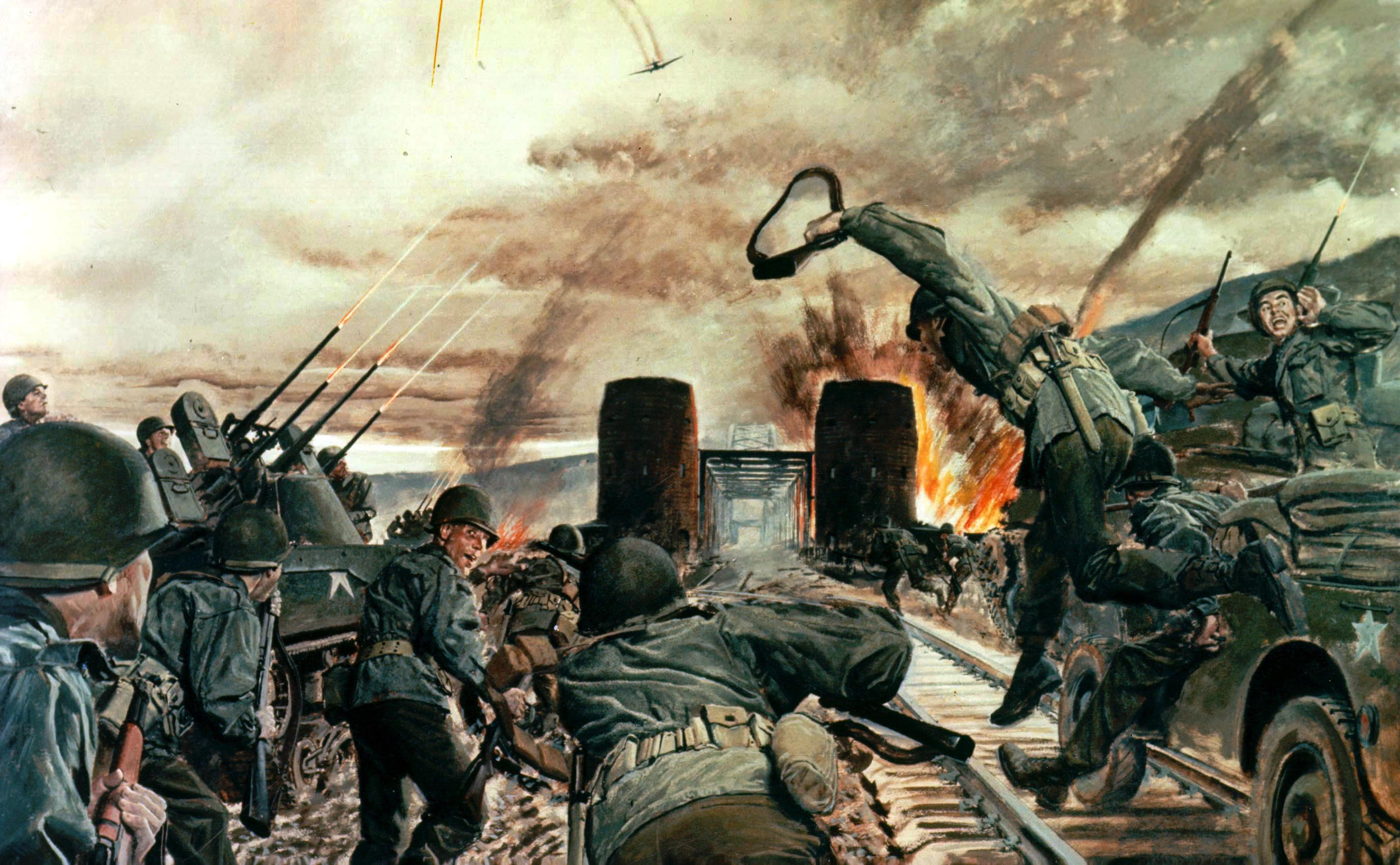
7 mars : la tête de pont de Remagen. Affiche commémorative de l’armée américaine.

  - franchissement du Rhin par les Alliés à Remagen [130].
  - gouvernement provisoire d’unité nationale du maréchal Tito en Yougoslavie. Il promulgue un programme de réformes sociales et économiques modérées[145].
- 8 mars : début de l’opération « bus blancs », conduite par la Croix-Rouge suédoise pour évacuer les détenus scandinaves des camps de concentration allemands[146].
- 12 mars : attaque aérienne sur Swinemünde qui est détruite en grande partie par l’US Air Force[147].
- 13 - 28 mars : destruction de la 4e armée allemande dans la poche d’Heiligenbeil par les Soviétiques[148].
- 15 - 24 mars : opération Undertone pour sécuriser la rive occidentale du Rhin au nord de la Moselle[149].
- 16-17 mars : bombardement de Wurtzbourg par la Royal Air Force[150].
- 17 mars : effondrement du pont de Remagen[151].
- 18 mars : bataille de la mer Ligure[152].
- 19 mars : Adolf Hitler ordonne la destruction des infrastructures allemandes pour empêcher leur utilisation par les forces alliées[153].
- 22 - 23 mars : traversée du Rhin par la 2e armée britannique (opération Plunder)[130].
- 23 mars : loi 187 sur la réforme agraire en Roumanie : expropriation sans indemnités des terres des « collaborateurs et criminels de guerre » et des propriétés de plus de 50 ha. La redistribution est confiée à des commissions paysannes souvent dirigées par des ouvriers communistes venus des villes. 1,5 million d’ha sont confisqués et plus d’un million redistribués à 800 000 paysans, le reste constituant des « domaines d’État »[143].
- 24 mars : opération Varsity, parachutage de deux divisions aéroportées derrière les lignes allemandes, près de Wesel[154].
- 25 mars : opération Archway. Les troupes du Special Air Service (SAS) traversent le Rhin à bord de véhicules amphibies[155].
- 27 mars : les Allemands tirent, à partir de La Haye leur dernier missile V2 qui tombera sur Orpington, au sud-est de Londres[156].
- 29 mars :
  - entrée des troupes soviétiques en Autriche : Le 13 avril 1945, les garnisons allemandes, à court de munitions et dépassées numériquement, se rendent à l'Armée rouge[157].
  - occupation de Francfort par l’armée américaine[158].
- 30 mars : le gouvernement provisoire polonais crée la voïvodie de Gdańsk[117].
- 4 avril :
  - les troupes américaines prennent Cassel[159].
  - libération de Bratislava par l’Armée rouge[111]. La Hongrie est libérée totalement de l’envahisseur allemand.
  - le gouvernement provisoire hongrois dirigé par Béla Miklós s’installe a Budapest. Il lance de grandes réformes, notamment en confisquant les propriétés féodales et ecclésiastiques (réforme agraire limitant la propriété à 57 hectare en juin-juillet)[117].
  - Edvard Beneš installe un gouvernement tchécoslovaque, à forte proportion communiste, à Košice[160].
- 4-12 avril : bataille de Heilbronn. L’armée américaine conquiert le Bade-Wurtemberg après avoir pilonné la ville[161].

- 5 avril :

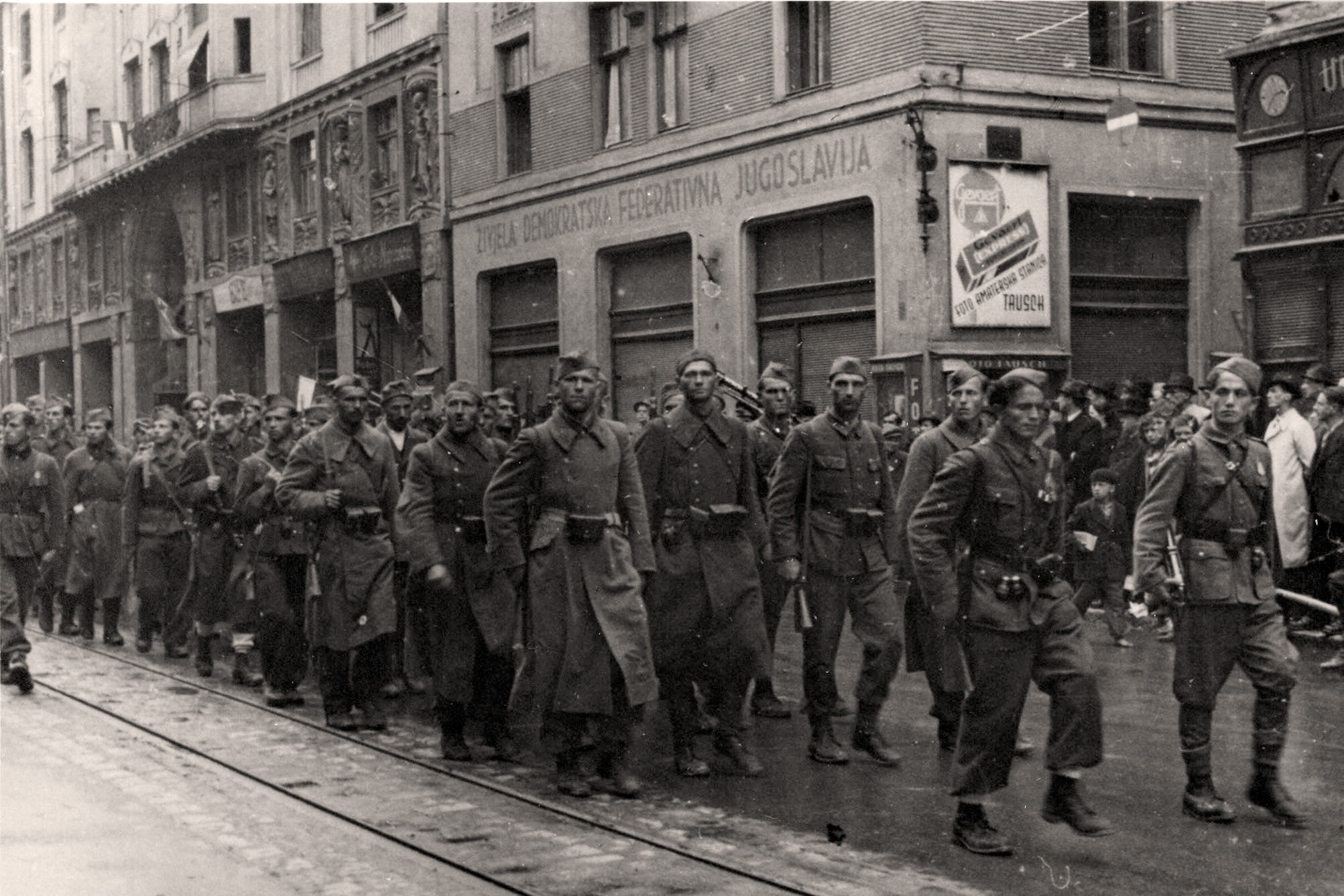
6 avril : Sarajevo est libérée par les partisans yougoslaves.

  - Tchécoslovaquie : Le programme de Košice adopte le principe d’une république où Tchèques et Slovaques seraient traités sur un pied d’égalité, avec un programme de nationalisations, une réforme agraire et la planification de l’économie[160].
  - Tito signe un accord avec l’Union soviétique permettant l’« entrée temporaire de troupes soviétiques sur le territoire yougoslave »[163].
- Nuit du 5 au 6 avril :
  - opération Radetzky. Échec d’une insurrection contre les Nazis à Vienne[164].
  - début de l’insurrection géorgienne de Texel, rébellion des soldats soviétiques géorgiens capturés sur le front russe, qui avaient choisi de combattre pour les Allemands plutôt que de mourir dans les camps de prisonniers ; elle s’achève le 20 mai avec l’arrivée des Alliés[165].

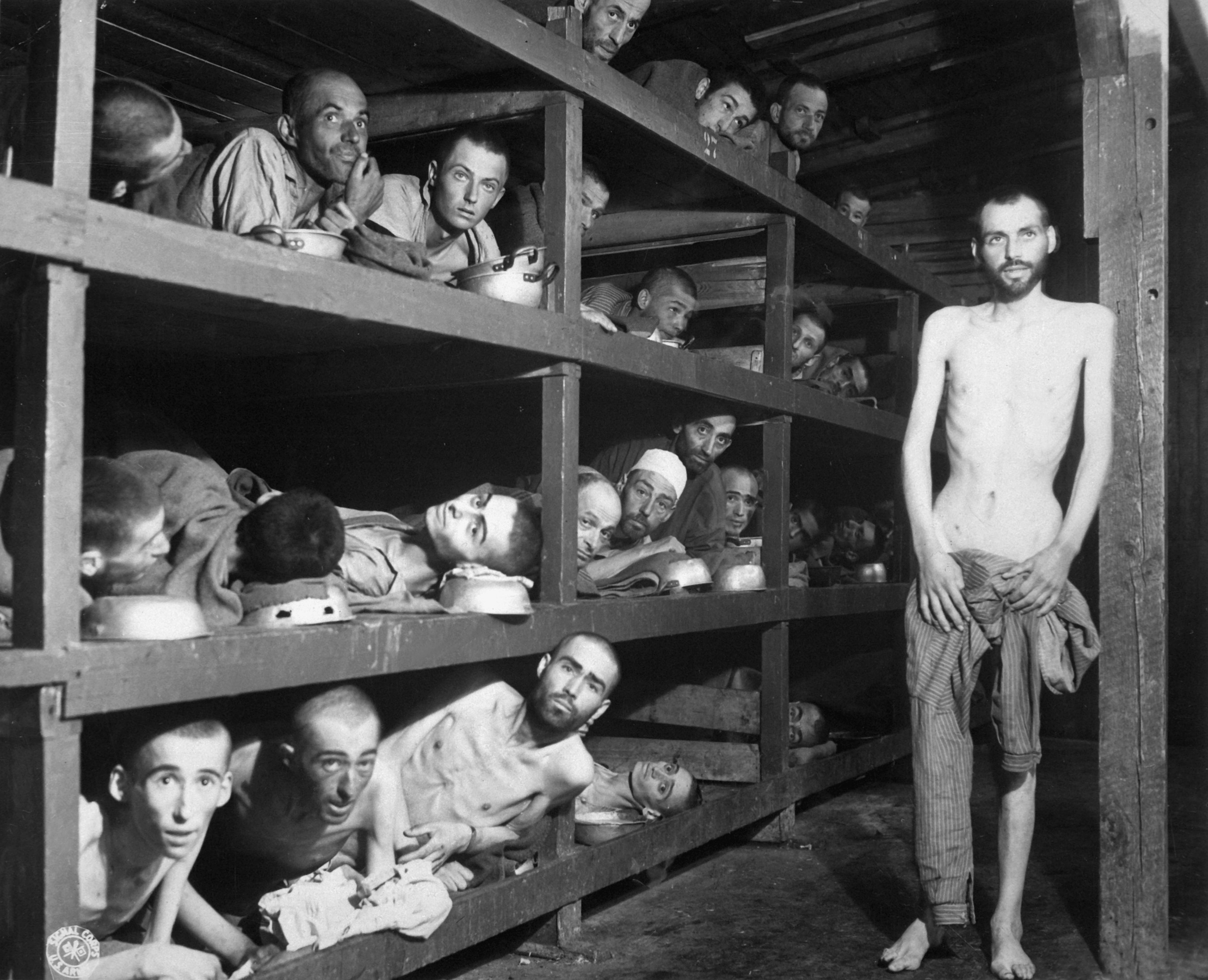
11 avril : libération de Buchenwald.

- 6-10 avril : évacuations à Buchenwald[166].
- 7 avril : opération Amherst contre les troupes allemandes en retraite dans la province de Drenthe, aux Pays-Bas[167].
- 9 avril : capitulation de Königsberg assiégé par les Soviétiques[111].
- 9 avril-2 mai : offensive militaire alliée doublée des opérations des partisans en Italie du Nord[168].
- 10 avril : entrée des troupes soviétiques dans Vienne[169].
- 10-28 avril : combats de l’Authion[170] ; les troupes d’infanterie alpine finissent par reprendre les forts des Alpes, dans lesquels s’étaient retranchées des troupes allemandes, mais au prix de durs combats.
- 14 avril : libération des Pays-Bas ; les soldats canadiens occupent Arnhem[171], puis Groningue le 18 avril[172].
- 15 avril :
  - libération du camp de Bergen-Belsen par les troupes britanniques et canadiennes[166].
  - début de l’opération Vénérable. Les troupes allemandes de la poche de Royan et de la pointe de Grave se rendent les 17 et 20 avril[173].
- 16 avril : bataille des hauteurs de Seelow[174]. Début de l’offensive soviétique contre Berlin[111].
- Nuit du 16 au 17 avril : naufrage du Goya dans la mer Baltique coulé par le sous-marin soviétique L-3, environ 6 500 morts[175].
- 17 - 20 avril : bataille de Nuremberg[176].
- 18 avril : les forces allemandes encerclées dans la poche de la Ruhr capitulent[177].
- 18 - 27 avril : bataille de Bautzen, dernière grande bataille de chars de la guerre, en Saxe[178].
- 19-25 avril : évacuation partielle de Sachsenhausen et de Ravensbrück[179].
- 21 avril :
  - prise de Stuttgart par les Français du 49e régiment d'infanterie[180].
  - l’URSS signe un pacte d’amitié avec le gouvernement provisoire polonais[181].
- 23 avril : Molotov, reçu à la Maison-Blanche, se fait reprocher le comportement de l’Union soviétique vis-à-vis de la Pologne[182].

- 25 avril :

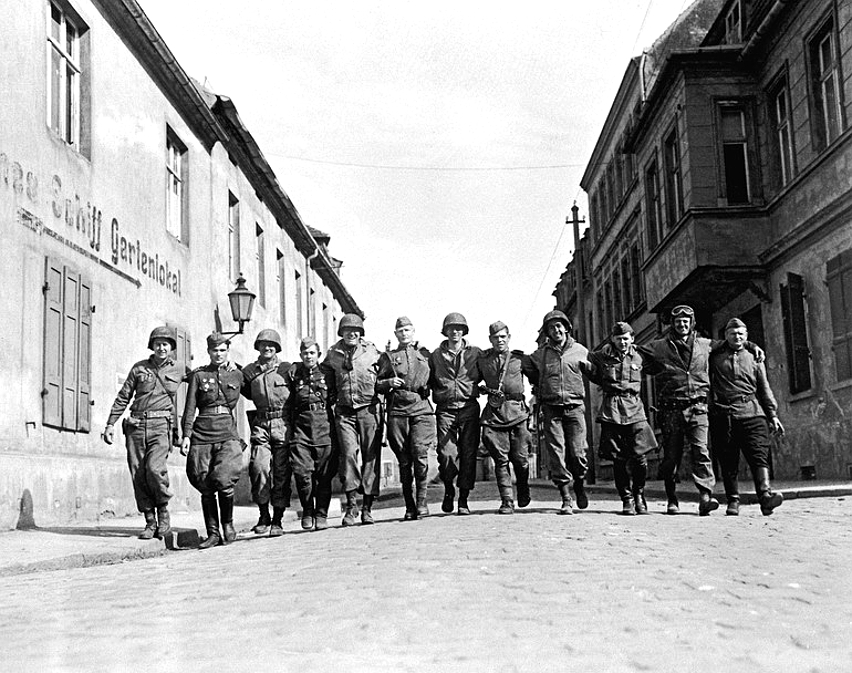
25 avril : Elbe Day.

  - les troupes soviétiques encerclent Berlin[183].
  - Elbe Day ; jonction des troupes américaines et soviétiques à Torgau sur l’Elbe[183].
  - le social-démocrate Karl Renner forme un gouvernement provisoire autrichien incluant des populistes, des communistes et des socialistes[169].
- 27 avril : proclamation de l’indépendance en Autriche[169].
- 28 avril :
  - Adolf Hitler destitue Heinrich Himmler de toutes ses fonctions après l’échec de son projet de reddition[184].
  - le dictateur italien Benito Mussolini et sa compagne Clara Petacci sont fusillés par des partisans communistes, leurs corps nus sont pendus par les pieds sur la place Loreto, à Milan[185].
- Nuit du 28 au 29 avril : dernier gazage à Mauthausen[186].
- 28 avril : la 1re armée française franchit la frontière autrichienne et occupe le Vorarlberg[187].

- 29 avril :

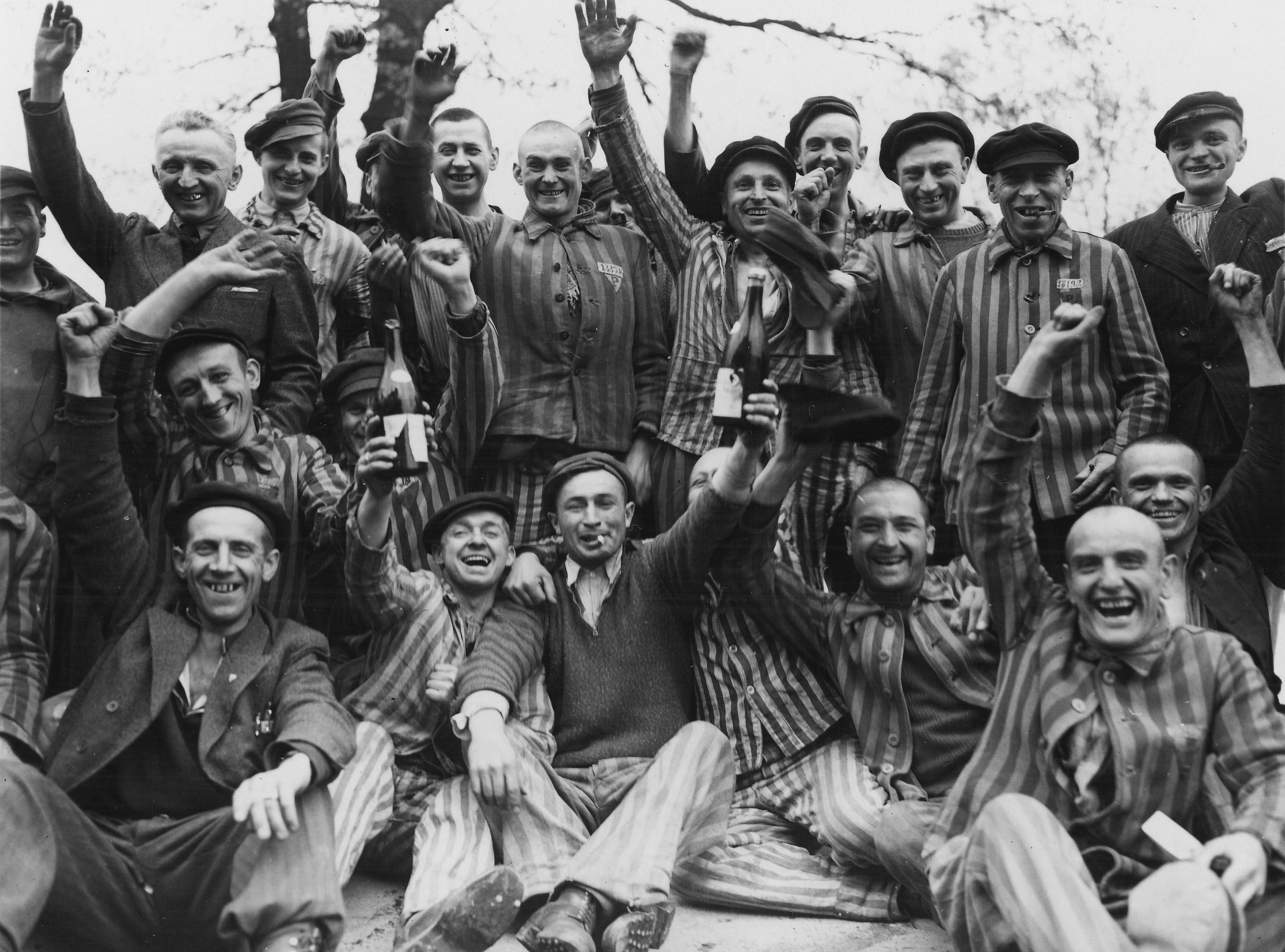
29 avril : Polonais célébrant la libération de Dachau.

  - les forces Alliées libèrent le camp de concentration de Dachau[179] ; massacre de troupes SS par des soldats américains[188].
  - Adolf Hitler épouse Eva Braun[184].
- 30 avril : suicides de Adolf Hitler et Eva Braun dans le bunker de la chancellerie à Berlin, alors que les troupes russes approchent de son bunker. Joseph Goebbels prend le pouvoir. Il refuse de capituler[184].
- 1er mai :
  - suicides de Joseph Goebbels et de sa femme Magda après avoir tué leurs 6 enfants[184].
  - début du gouvernement de Flensbourg dirigé par Karl Dönitz (fin le 23 mai)[189].
  - les partisans yougoslaves entrent dans Trieste et proclament son rattachement à la Yougoslavie[190].
- 2 mai :
  - prise de Berlin par l’Armée rouge de Koniev et de Joukov. Le drapeau soviétique flotte sur le Reichstag[191].
  - la garnison allemande de Hambourg ouvre des négociations en vue de la capitulation[192].
  - capitulation des dernières troupes allemandes en Italie[192].
- 3 mai : naufrages du Cap Arcona, du Thielbek et du Deutschland coulés par la RAF dans la baie de Lübeck[193].
- 3 - 6 mai : les troupes américaines occupent Innsbruck, Salzbourg et Linz en Autriche. Les Français franchissent l’Arlberg et occupent le Tyrol[169].
- 4 mai :
  - libération par l’armée britannique du camp de Neuengamme totalement vide[194].
  - reddition à 18 h 20 des armées des Pays-Bas, de l’Allemagne du Nord, des îles de la Frise, d’Heligoland et du Schleswig-Holstein au maréchal Bernard Montgomery[195].

- 5 mai :

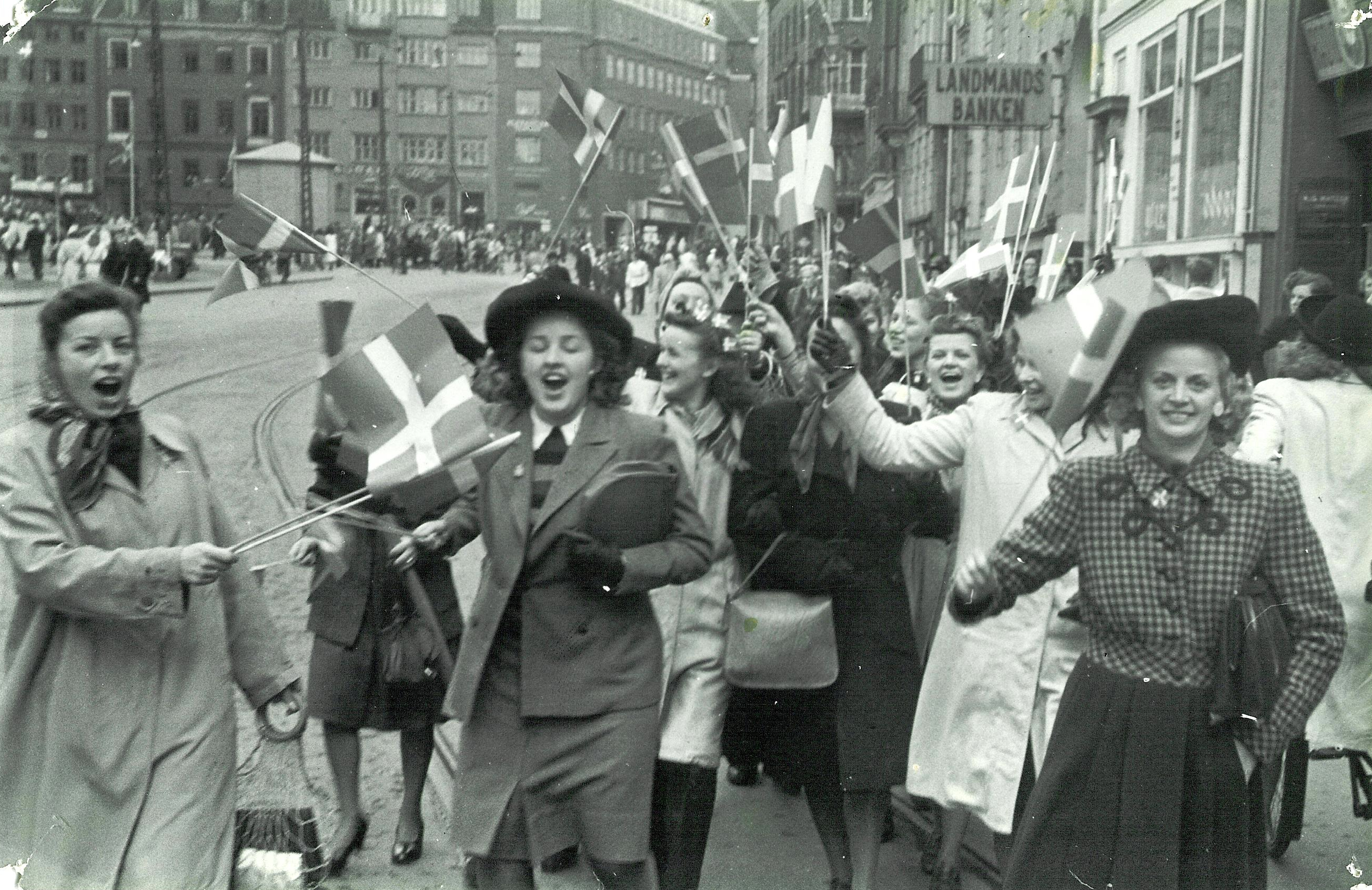
5 mai : libération du Danemark.

  - libération du camp de Mauthausen par les Américains[179].
  - sachant l’arrivée des armées soviétiques imminente, la population de Prague se soulève contre l’occupant nazi[192].
  - massacre de Leskovice. 26 civils sont exécutés par les nazis en retraite[196].
- 7 mai :
  - à 2 h 41 du matin, dans une école Reims (France), le général Alfred Jodl et l’état-major des troupes allemandes du front Ouest signent la reddition sans condition de l’Allemagne selon lequel l’ensemble des forces armées allemandes doivent cesser leurs opérations le 8 mai à 23 h 01 (le 9 mai à 00 h 01, heure de Moscou)[195].
  - libération des survivants du camp de concentration de Theresienstadt par les Soviétiques[197].

- 8 mai :

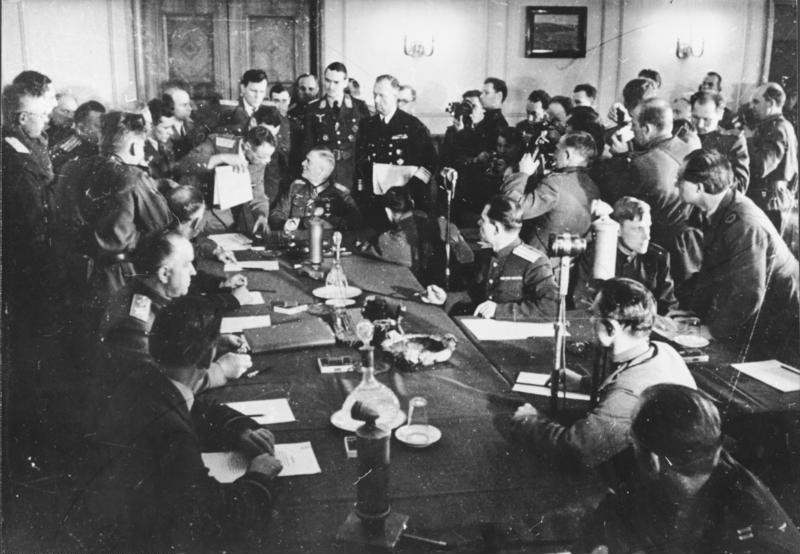
8 mai 1945 : capitulation de l’Allemagne

  - l’Acte définitif de capitulation du Troisième Reich est signé à Berlin vers 23 h 30[131] par le général Stumpff, l’amiral von Friedeburg et le maréchal Keitel en présence du maréchal Joukov (URSS), du général Spaatz (États-Unis), du général Tedder (Royaume-Uni) et du général de Lattre de Tassigny (France)[195].
  - interruption du prêt-bail des États-Unis à la Russie pour faire pression sur elle[198].

- 9 mai :

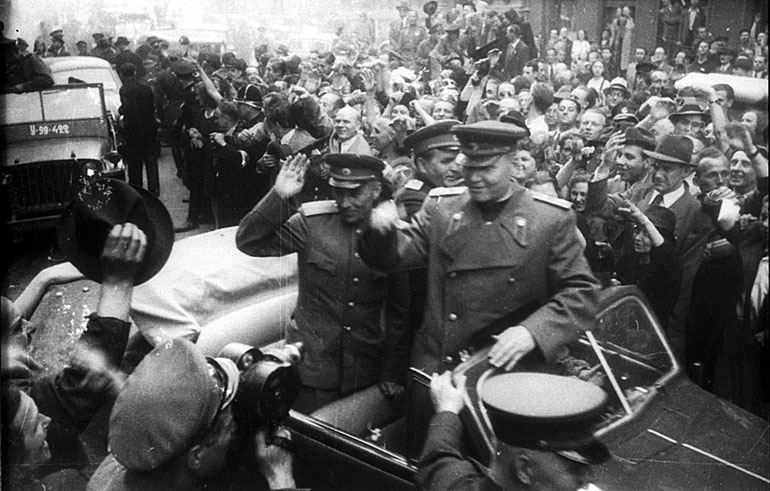
9 mai : libération de Prague.

  - les Tchèques s’étant soulevés contre les nazis, l’Armée rouge intervient et libère Prague dans la liesse populaire[111].
  - début de l’opération Doomsday, destinée à assurer la libération de la Norvège[199].
  - libération du camp de concentration de Theresienstadt[179].
- 11 - 12 mai : bataille de Slivice[200]. Les Soviétiques poursuivent leur action afin de conquérir la plus grande partie de la Tchécoslovaquie[131].
- 14 - 15 mai, Yougoslavie : bataille de Poljana, dernier combat de la guerre en Europe[201].
- 16 mai : le gouvernement provisoire d’Edvard Beneš s’installe à Prague[202].
- 23 mai :
  - retour des travaillistes dans l’opposition au Royaume-Uni[203].
  - arrêté par les Britanniques, Himmler, ministre de l’Intérieur du Reich et organisateur du système de répression, se suicide à Barnstedt (ou est liquidé par les Britanniques)[184].
  - l’amiral Karl Dönitz capitule à Flensbourg[189].
- 31 mai : le gouvernent en exil de Johan Nygaardsvold revient s’installer en Norvège[204] pour démissionner le 25 juin, comme il en a pris l’engagement[205].
- 27 - 31 mai, Yougoslavie : 11 700 membres de la Garde nationale slovène réfugiés en Autriche sont rapatriés par les autorités militaires britanniques. Début d’une série d’exécutions massives des gardes nationaux et de leurs familles par les partisans à Kočevski Rog (en), Hrastnik, Teharje (en), Maribor, etc[206].
- 5 juin : déclaration de Berlin sur le statut de l’Allemagne occupée. Elle sera divisée en zones confiées aux États-Unis, à l’Union soviétique, au Royaume-Uni et à la France, qui exercent l’autorité suprême. La région de Berlin, également découpée en zones, sera commandée par une commission de contrôle[207]. Les décisions concernant l’Allemagne entière seront prises à l’unanimité des quatre puissances.
- 10 juin : l’Administration militaire soviétique en Allemagne (SMAD) autorise la formation de partis politiques dans la zone d’occupation soviétique[208].
- 18 - 21 juin : procès des seize, procès politique des chefs militaires de la Résistance polonaise à Moscou, accusés « d’avoir fomenté des plans visant à une action militaire contre l’URSS »[209].
- 19 juin : l’Espagne franquiste est exclue de la future ONU à la conférence de San Francisco[210].
- 28 juin : après la défaite allemande, une coalition organise un gouvernement polonais d’union nationale, fusion des gouvernements de Londres et de Lublin, présidé par le socialiste Edward Osóbka-Morawski et dominé par le Parti ouvrier polonais[117]. Ce gouvernement est officiellement reconnu le mois suivant par les États-Unis et la Grande-Bretagne, qui ont obtenu des Soviétiques la promesse d’élections libres lors de la conférence de Yalta.
- 29 juin : traité de Moscou entre l’URSS et la Tchécoslovaquie. La Ruthénie subcarpatique, prise par les Hongrois à la Tchécoslovaquie en 1939, est rattachée à l’Ukraine[160].
- 5 juillet : les États-Unis et le Royaume-Uni reconnaissent le gouvernement communiste polonais, Staline s’étant entre-temps rallié à leur position en matière de procédure au Conseil de sécurité des Nations unies (La France reconnaît le gouvernement polonais dès le 30 juin)[211].
- 5 - 26 juillet : écrasante défaite de Winston Churchill aux élections législatives britanniques. Les travaillistes remportent 393 sièges contre 213 aux conservateurs. Clement Attlee forme un cabinet travailliste[212].
- 9 juillet : les accords de Londres fixent les quatre zones d’occupation des Alliés en Autriche. Vienne, divisée en quatre secteurs à partir du 1er septembre, est soumise à une autorité quadripartite[169].
- 17 juillet : le Fuero de los Españoles (charte des Espagnols) proclame les droits et les devoirs du peuple[213].

17 juillet-2 août : conférence de Potsdam

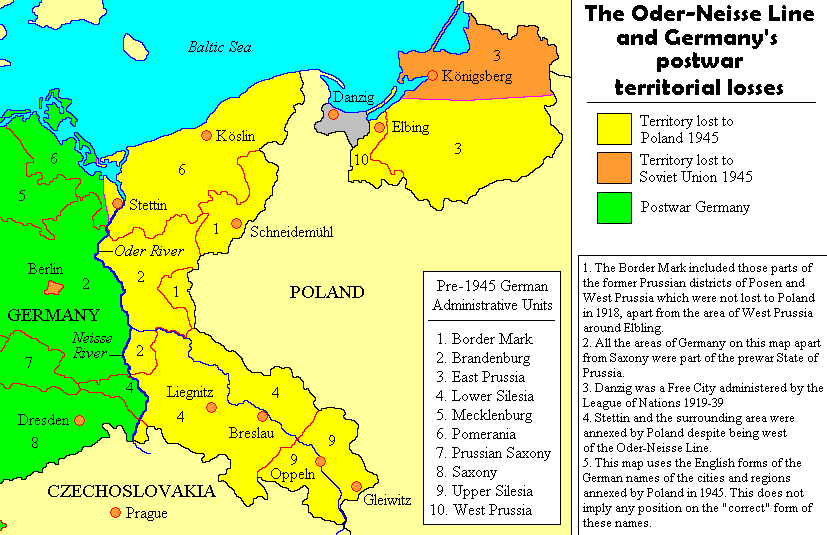
Les conférences de Téhéran (en 1943), de Yalta (en février) et de Potsdam (en août) fixent les frontières de la Pologne à la ligne Curzon à l’est (limitant la Pologne aux territoires purement polonais) et à la ligne Oder-Neisse à l’ouest.

- 17 juillet - 2 août : conférence de Potsdam entre Truman, le Britannique Attlee et Staline. L’Union soviétique obtient des territoires de Prusse-Orientale, la frontière occidentale de la Pologne est fixée provisoirement par la ligne Oder-Neisse, les Allemands des territoires annexés seront expulsés[207]. L’Autriche ne paiera pas de réparations[169]. Les traités de paix seront préparés par les ministres des Affaires étrangères des cinq pays alliés (avec la Chine). Délimitation des quatre zones d’occupation en Allemagne. Staline refuse l’internationalisation des voies d’eau européennes. Le démantèlement de l’industrie lourde de l’Allemagne est prévu. La question des réparations est réglée à la satisfaction de l’URSS qui obtient à Potsdam le droit de prélever non seulement ce qu’elle veut dans sa zone d’occupation, mais encore un quart de l’équipement des zones occidentales. Condamnation du franquisme[210].
- 19 juillet : la question royale se pose en Belgique. Le Parlement belge adopte une loi n’autorisant pas le retour du roi sans que le Sénat et la Chambre ne se prononcent sur la fin de l’impossibilité de régner de Léopold III. Le roi renonce à rentrer en Belgique où l’opposition à son retour est très vive. Il refuse cependant d’abdiquer[214].
- 20 juillet, Espagne : l’arrivée d’Alberto Martín-Artajo Álvarez comme ministre des Affaires étrangères inaugure une nouvelle orientation (accès de démocrates-chrétiens au gouvernement)[215].
- 26 juillet : début du ministère travailliste de Clement Attlee, Premier ministre du Royaume-Uni (fin le 26 octobre 1951)[212].

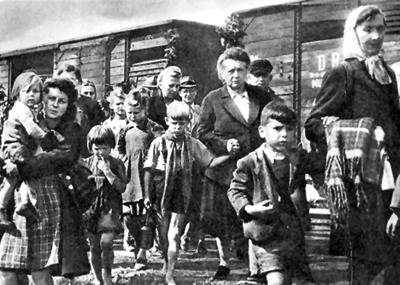
L’expulsion des 2,5 millions d’Allemands des Sudètes met fin à une présence vieille de sept cents ans et permet à la Tchécoslovaquie d’avoir une population à 95 % tchèque ou slovaque.

- 2 août : décret du président Beneš supprimant la citoyenneté tchécoslovaque pour les personnes d’origine ethnique allemande et magyare[216]. Les décrets du 21 juin et du 25 octobre confisquent sans indemnité tout le patrimoine des ressortissants germaniques et hongrois de Tchécoslovaquie[217]. Une série de décrets permettent l’expulsion de 2,5 millions d’Allemands des Sudètes (1945-1946). La majorité est dirigée vers la Bavière, une partie vers l’Autriche[218].
- 6 août : les Soviétiques établissent des relations diplomatiques avec la Roumanie[219], reconnaissant de facto le gouvernement Groza. Les 17 et 19 août, les Anglo-Saxons, qui veulent s’assurer de sa représentativité, informent le roi Michel Ier qu’ils ne reconnaissent pas le gouvernement Groza[220].

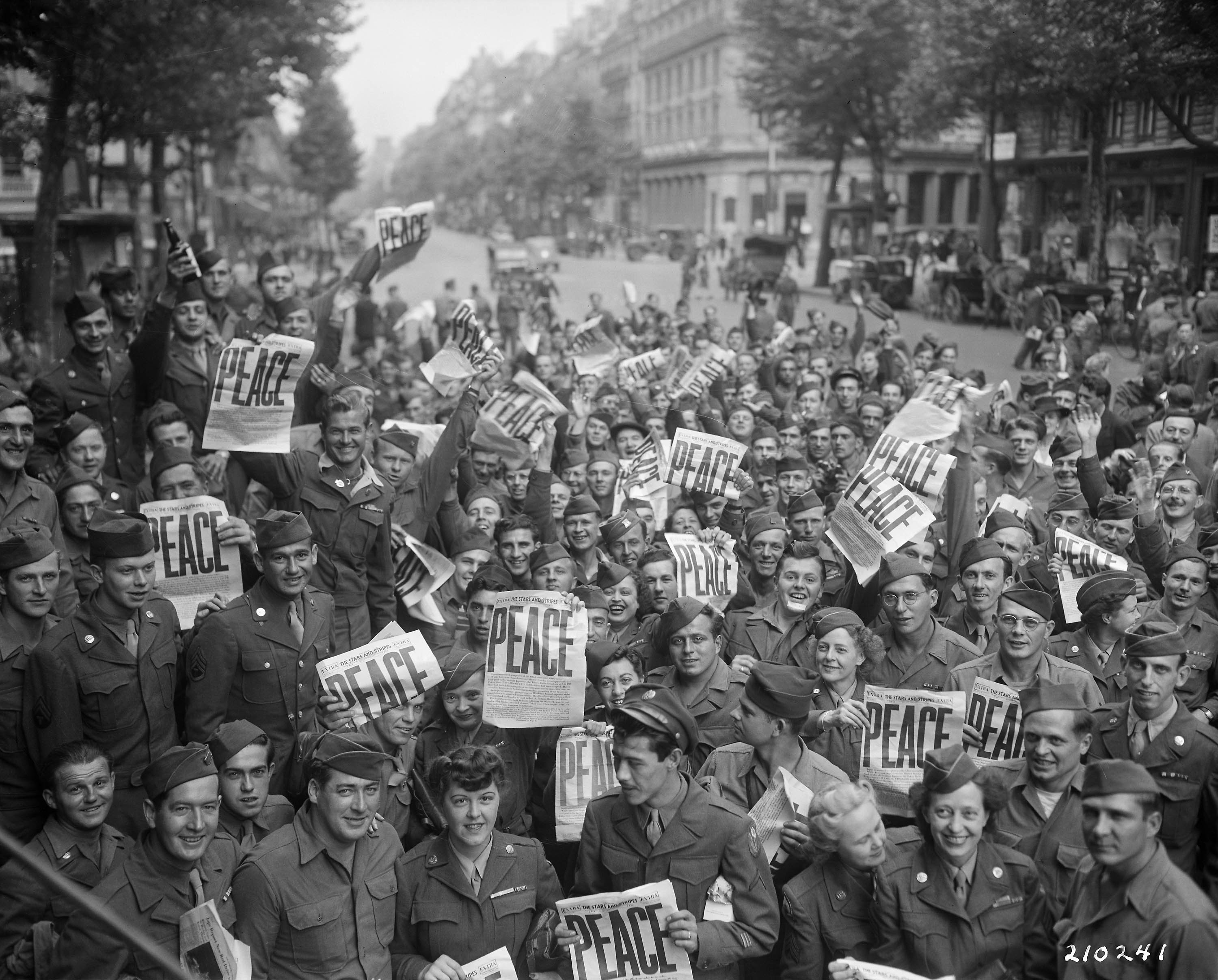
15 août 1945 à Paris : des Américains célèbrent la victoire sur l’empire du Japon en brandissant la nouvelle de la fin de la guerre en grands titres sur leurs éditions quotidiennes.

- 8 août : accord de Londres sur la mise en place du Tribunal militaire international[221].
- 11 août : pogrom de Cracovie[222].
- 17 août : première réunion à Mexico des Cortes espagnols en exil. La Junte d’union nationale et la Junte espagnole de libération se regroupent en un gouvernement en exil présidé par José Giral et se préparent à entrer en Espagne. Diego Martínez Barrio est désigné comme président de la Seconde République espagnole en exil[223].
- 21 août : « Grève royale » en Roumanie. Le roi Michel Ier tente de se débarrasser de Petru Groza en formant un nouveau « gouvernement démocratique », incluant les partis libéral et paysan. Groza refuse de démissionner et le roi en appelle aux Alliés (coup d’État royal). Il se retire à Sinaia et refuse de signer les décrets du gouvernement[220].
- 27 août : l’URSS et la Hongrie signent un accord économique (approuvé par le gouvernement hongrois le 12 octobre et ratifié par la Commission politique le 20 décembre)[224].
- 2 septembre : arrêt de l’accord prêt-bail entre le Royaume-Uni les États-Unis[198].
- 3 septembre : application de la réforme agraire déjà engagée en Saxe dans la zone d’occupation soviétique[208]. Les propriétés de plus de 100 ha sont expropriées.
- 19 septembre : création des Länder allemands de Bavière, Hesse et Bade-Wurtemberg par proclamation du gouvernement militaire américain[207].
- 20 septembre : loi n° 1 du Conseil de contrôle allié portant abrogation du droit nazi[225].
- 22 septembre : l’URSS et la Hongrie rétablissent leurs relations diplomatiques[226].
- 8 octobre : autorisation du Mouvement d’union démocratique (Movimento de Unidade Democrática, MUD), parti d’opposition au Portugal[227]. Il n’aura aucun représentant à la chambre. Cette prétendue libéralisation politique permet à Salazar de surveiller les opposants.
- 20-21 octobre : le congrès national wallon se tient à Liège, en Belgique. Discours de Fernand Dehousse sur le fédéralisme[228].
- 22 octobre :
  - une loi en Espagne franquiste prévoit des consultations populaires par référendum[213].
  - création au Portugal du PIDE, Police internationale de défense de l’État (1945-1969)[229]. L’instruction des procès politiques est officiellement enlevée au juge pour être confiée à la police politique. Des tribunaux spéciaux (plenarios) sont créés à Lisbonne et à Porto.
- 24 octobre, Norvège : le chef du gouvernement collaborateur Vidkun Quisling, condamné à mort pour haute trahison le 6 septembre, est exécuté[230].
- 30 octobre : élections législatives au Danemark. Les partis bourgeois remportent la majorité mais ne parviennent pas à constituer un cabinet de coalition. Knud Kristensen (Venstre) forme un gouvernement minoritaire homogène[231] (7 novembre 1945-4 octobre 1947).
- 4 novembre, Hongrie : le Parti des petits propriétaires, dirigé par Zoltán Tildy, remporte les élections législatives au détriment du parti communiste avec 57 % des mandats[117]. La république est proclamée en janvier 1946 et Tildy élu président. Un gouvernement de coalition est formé, avec une participation disproportionnée des communistes.
- 9 novembre - 21 décembre : conférence de Paris sur les réparations imposées à l’Allemagne[232]. À l’issue de la conférence, les Soviétiques ont commencé les prélèvements dans leur zone. Les occidentaux recevront un certain pourcentage de biens d’équipements industriels.
- 11 novembre : élection d’une Assemblée constituante en Yougoslavie[145]. Les modérés, officiellement empêchés de présenter des candidats, boycottent les élections. Les candidats du Front populaire, contrôlés par les communistes, obtiennent 80 % des voix.
- 13 novembre, Pologne : le communiste Władysław Gomułka est nommé Ministre des territoires libérés, un poste créé pour l’administration des territoires cédés par l’Allemagne[233].
- 18 novembre : le « Front patriotique » bulgare (communiste) obtient 88,14 % des voix aux élections générales[234].

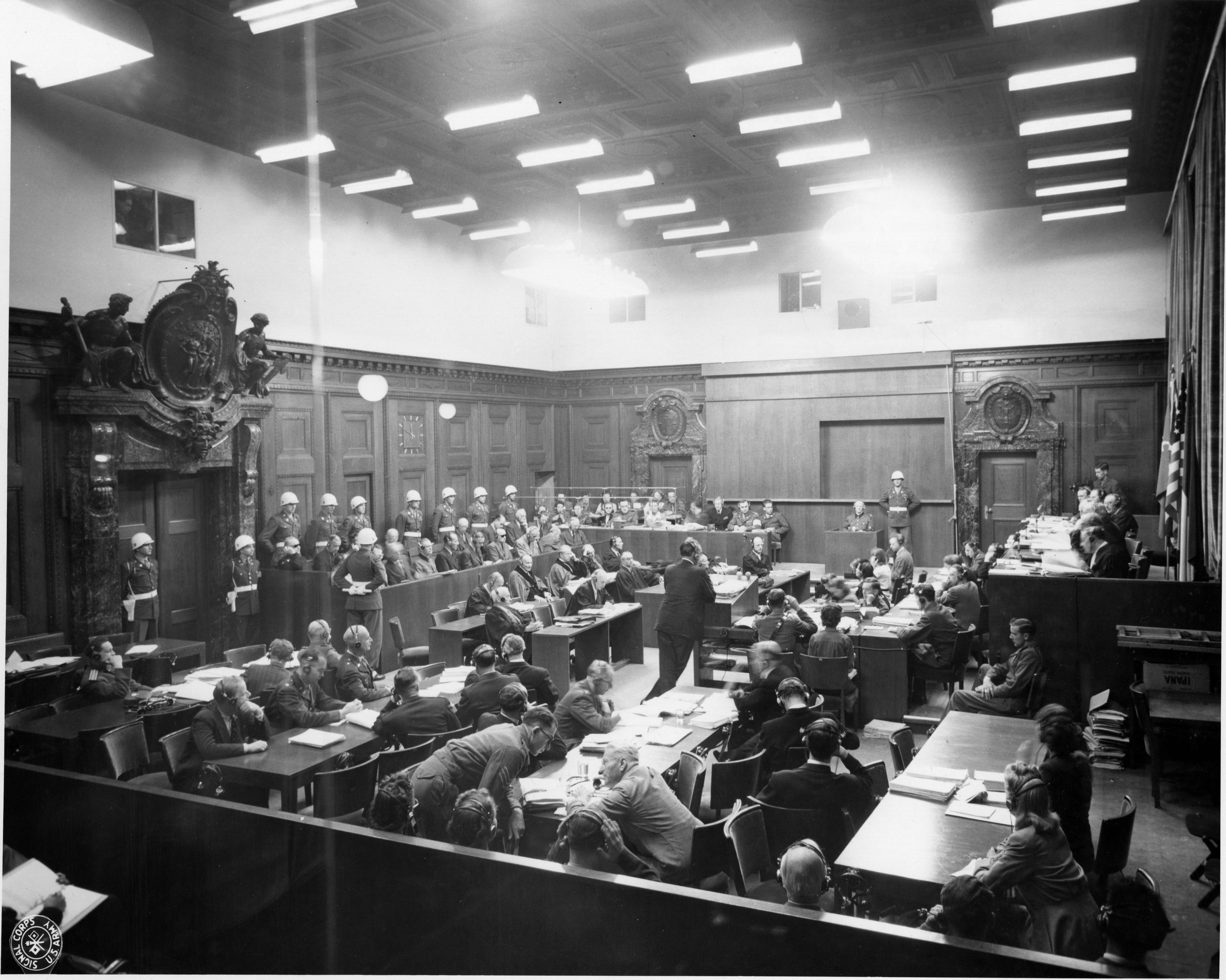
20 novembre : ouverture du procès de Nuremberg.

- 20 novembre : ouverture du procès de Nuremberg de 24 chefs nazis (verdict le 1er octobre 1946[207].
- 25 novembre : victoire des populistes devant les socialistes aux élections législatives en Autriche[169].
- 29 novembre : l’assemblée proclame la République fédérale populaire de Yougoslavie[145].
- 30 novembre : sur décision du Conseil de contrôle allié, démantèlement de l’IG Farben, gigantesque « konzern » de l’industrie chimique allemande. Elle est scindée en trois entreprises BASF, Hoechst et Bayer[235].
- 2 décembre : victoire du « Front démocratique » albanais d’Enver Hoxha avec 93 % des voix[236].
- 14 décembre : le procès de Nuremberg révèle le massacre de six millions de Juifs[237].
- 27 décembre : communiqué final de la conférence de Moscou réunissant les ministres des Affaires étrangères des États-Unis, du Royaume-Uni et de l’URSS du 16 au 26 décembre. Staline fait des concessions dans sa sphère d’influence : élections libres en Hongrie et en Autriche, retrait de l’Armée rouge de Tchécoslovaquie, élections acceptables en Bulgarie. En Roumanie, les Britanniques et les Américains exigent pour reconnaître le gouvernement Petru Groza l’inclusion de représentants du PNP et du PNL, ce qui est fait non sans réticence[88].

## Décès en 1945

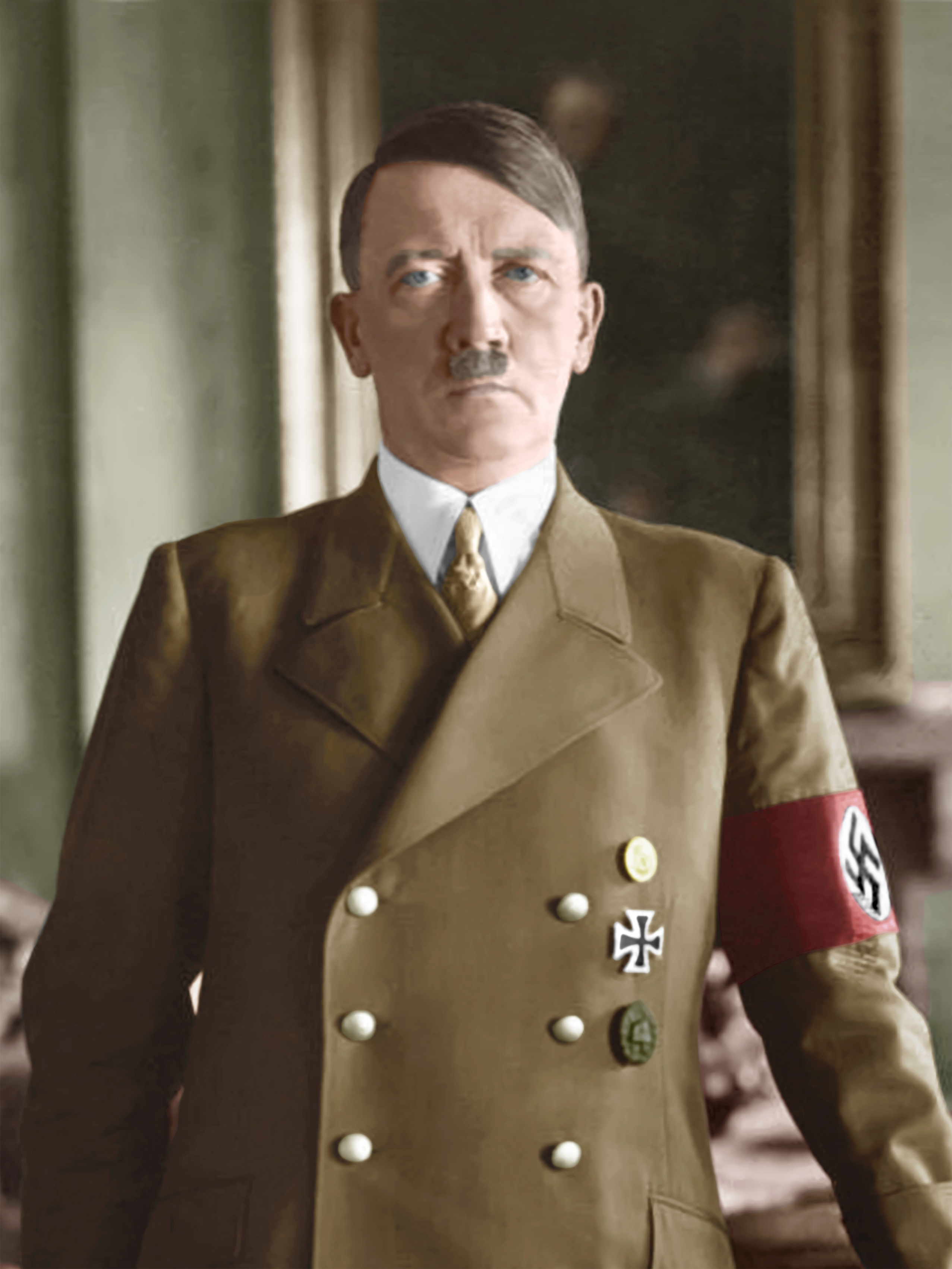
Adolf Hitler.

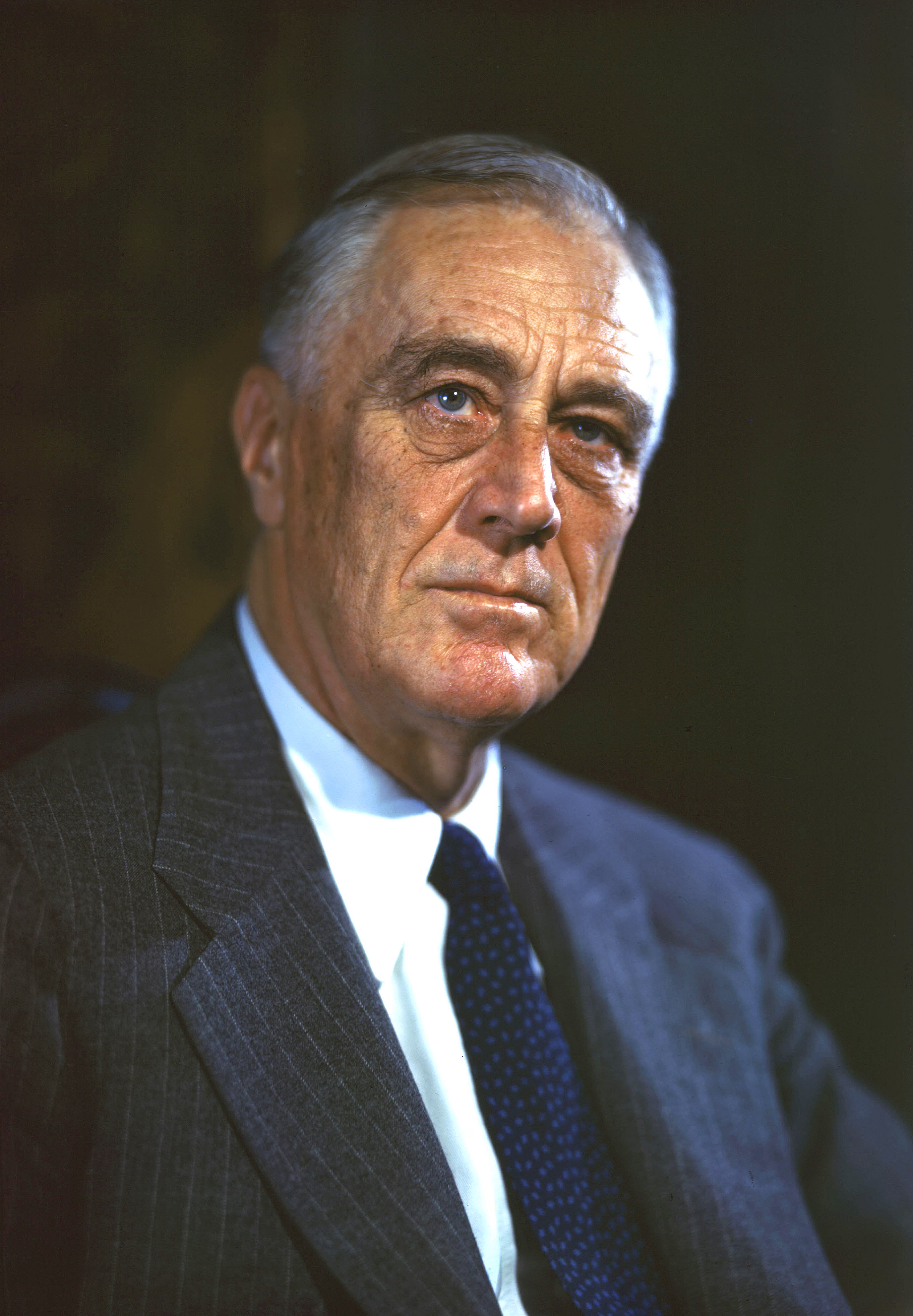
Franklin D. Roosevelt

Benito Mussolini

Personnalités majeures décédées en 1945
- mars : Anne Frank (jeune allemande juive)
- 26 mars : David Lloyd George (homme politique britannique)
- 12 avril : Franklin Delano Roosevelt (homme politique américain)
- 28 avril : Benito Mussolini (homme politique italien)
- 30 avril : Adolf Hitler (homme politique allemand)
- 1er mai : Joseph Goebbels (homme politique allemand)
- 23 mai : Heinrich Himmler (homme politique allemand)
- 8 juin : Robert Desnos (poète français)
- 20 juillet : Paul Valéry (écrivain et poète français)
- 15 septembre : Anton Webern (compositeur autrichien)
- 26 septembre : Béla Bartok (compositeur et pianiste hongrois)
- 15 octobre : Pierre Laval (homme politique français)
- 21 décembre : George Patton (militaire américain)